# Grand port maritime de Rouen
Au 1er juin 2021, le grand port maritime de Rouen est devenu HAROPA Port, le port fluvio-maritime de l’axe Seine, conformément aux dispositions de l'ordonnance no 2021-604 du 19 mai 2021, résultant de sa fusion avec les ports du Havre et de Paris.
Sa circonscription portuaire s’échelonne de Honfleur jusqu’à la Métropole Rouen Normandie. Spécialiste du vrac et conventionnel, il contribue à positionner HAROPA Port comme 1er port ouest-européen exportateur de céréales. Il est un établissement public placé sous la tutelle du ministère de la Transition écologique et de la Cohésion des territoires, plus particulièrement de la direction générale des infrastructures, des transports et des mobilités.
Depuis l'Antiquité, le port constitue une part prépondérante de l'activité de la ville de Rouen en raison de sa situation stratégique entre Paris et la mer, dont les marées y sont perceptibles. Bien qu'il soit à 80 km par bateau de l'estuaire (6 heures de navigation), le port est en mesure de recevoir des navires très importants (jusqu'à 292 m de long et 150 000 tonnes).
Tous les 4 à 6 ans est organisé un grand rassemblement des plus grands voiliers du monde, l'« Armada de Rouen ».

## Histoire

### Des origines à la fin du Moyen Âge
Dès son origine, Rouen connaît un dynamisme économique remarquable. En 50 av. J.-C., le géographe grec Strabon témoigne déjà du rôle logistique de la Seine et du port de Rouen.

« Depuis la Saône jusqu'à la Seine, on voiture les marchandises par terre. C’est en descendant cette rivière qu’on les transporte dans le pays des Lexoviens et des Calètes, et de là, par l’océan, en moins d’un jour, dans la Bretagne. [...] Une des plus belles voies de commerce formées par la nature »

— Strabon, La géographie
Dès cette époque, la Seine confirme son rôle d’axe stratégique de l’Empire romain. Rotomagus (le Rouen actuel) est alors le point ultime de remontée de la marée à l’intérieur des terres. La cité devient le lieu de transbordement entre le fleuve et la mer des échanges qui se faisaient entre l’Empire et sa province de Bretagne (la Grande-Bretagne actuelle). Le marbre d’Italie, les vins de Provence, l’huile d’olive d’Espagne étaient embarqués à Rouen à destination de la Grande-Bretagne. Les navires qui en revenaient étaient chargés de métaux comme le plomb ou l’étain qui étaient alors réexpédiés par le fleuve vers le Sud.

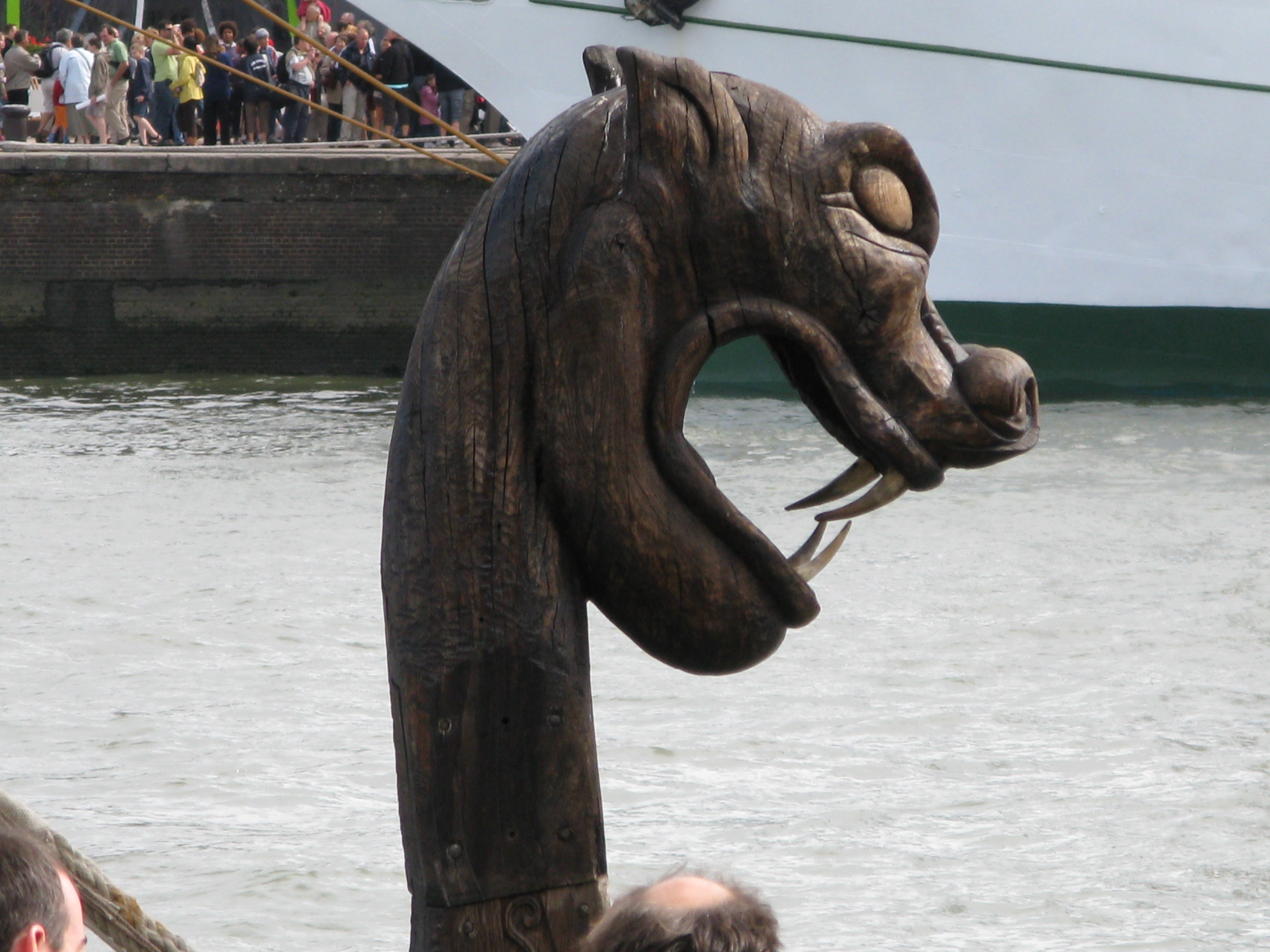
Proue d'un drakkar exposé à Rouen lors de l'Armada 2008.

La ville est régulièrement nommée dans des traités et autres documents officiels. En 629, Dagobert mentionne le port de Rouen comme un lieu où l'on peut se procurer du vin, du miel et de la farine provenant d’Europe du Nord.
En 779, Charlemagne supprime la taxe sur les frets de navires venant à Rouen. La ville connaît alors une période de prospérité : Charles le Chauve en visite à Rouen en 840 compte près de 28 navires dans le port. Autres signe de cet essor, la monnaie frappée à Rouen comporte un vaisseau sur sa face. Cette période de prospérité s'achève, avec l'arrivée des Vikings qui remontent la Seine jusqu'à Rouen et réduisent la ville en cendres en 841-842.
Avec la cession du comté de Rouen à Rollon en 911 et la fin des raids vikings qui s'ensuit, le port retrouve sa prospérité. Les liens avec les pays scandinaves se renforcent. Rollon, puis, plus tard, les Plantagenêt y créent des entrepôts pour les produits venant de la mer Baltique et de la Méditerranée. La Seine redevient le lien essentiel avec l’Angleterre. Dès lors, le port et sa ville voient leurs destinées s’épanouir. Rouen est la capitale d'un duché puissant, puis d'un empire, et dispose d’un port particulier à Londres, « Dunegate », où les vins de Bourgogne et d’Île-de-France sont livrés. La guerre de Cent Ans va certes affecter son activité un temps, mais la paix imposée par l'occupant anglais et les Bourguignons au XVe siècle permet à Rouen de renouer ses liens traditionnels avec les ports anglais.

### De la fin du Moyen Âge au début duXXesiècle

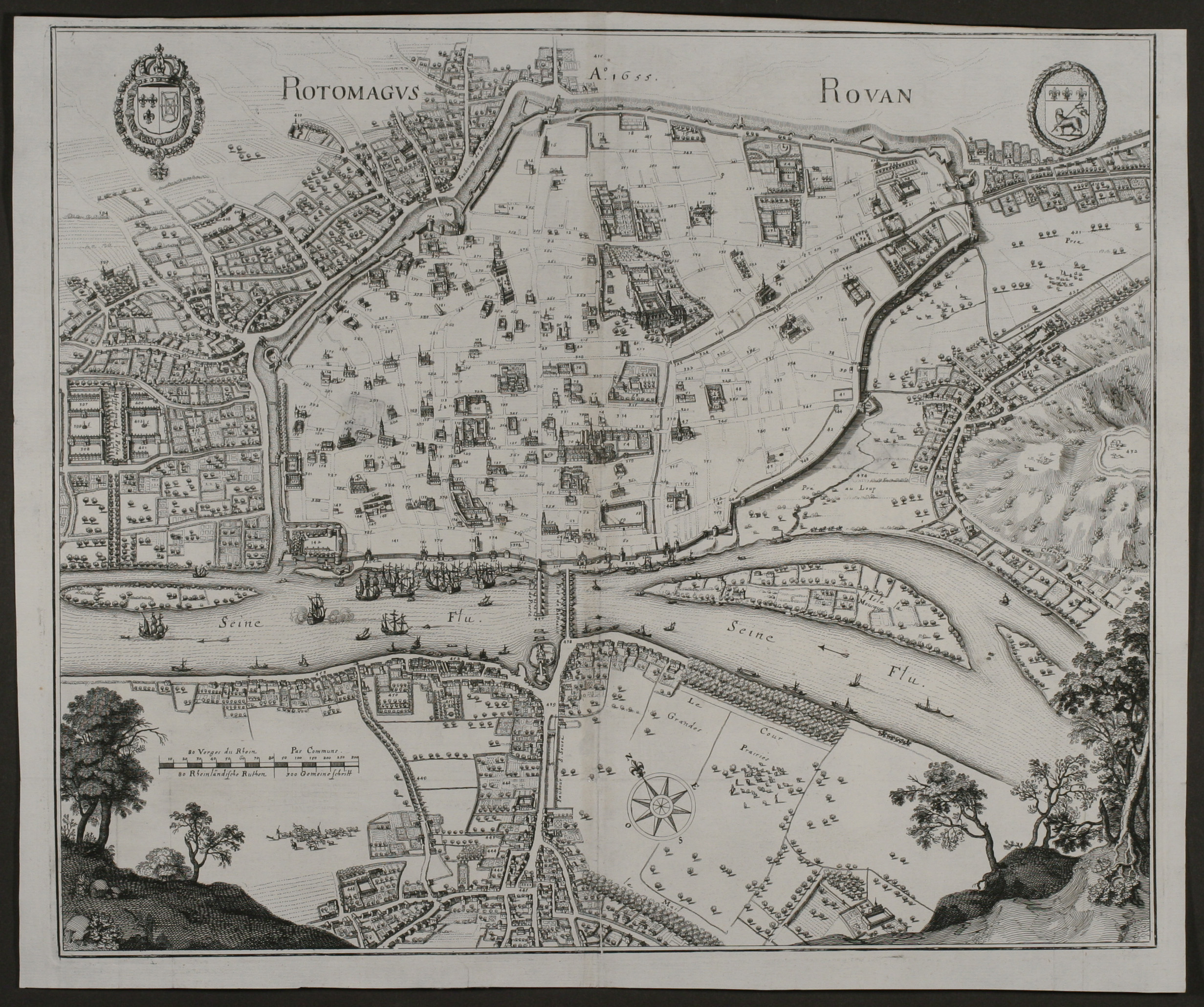
Rouen et son port au XVIIe siècle.

Dès la fin du Moyen Âge, le port de Rouen développe ses échanges maritimes avec l’Italie, comportant essentiellement des produits textiles. Du XVe siècle au XVIIIe siècle, armateurs et navigateurs s’associent, à partir des ports de Rouen et de Honfleur, aux grandes épopées océaniques et nouent des relations commerciales avec le monde entier. Peuplée alors de 40 000 habitants, Rouen accède au rang de deuxième ville de France derrière Paris. L'industrie textile se développe et le commerce avec les Antilles, le Canada et les Pays-Bas.

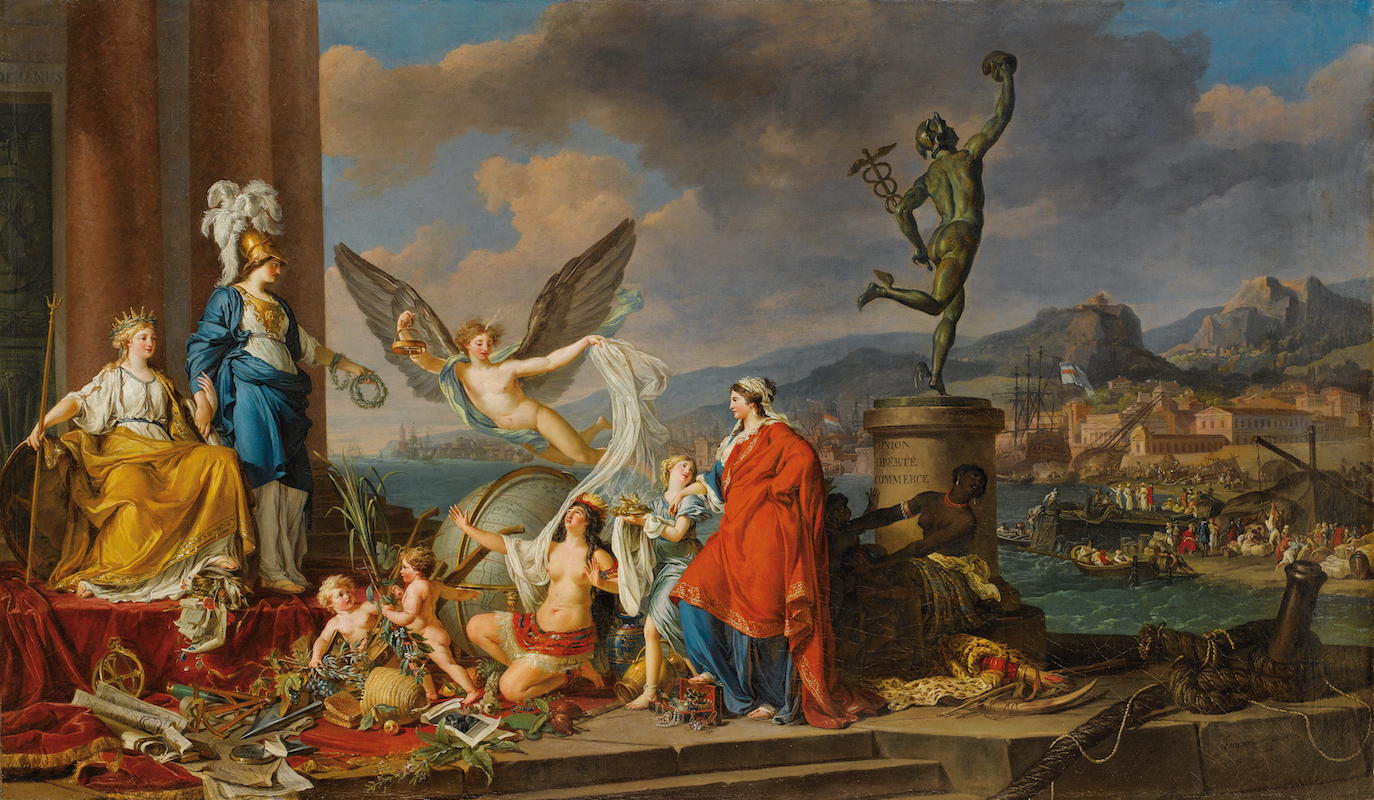
L'Esprit du Commerce, tableau allégorique réalisé en 1792 par Anicet-Charles-Gabriel Lemonnier et montrant la prospérité de la ville de Rouen.

Si Rouen fut un très modeste port négrier, avec seulement 4 opérations directes de traite organisées entre 1701 et 1706, la ville jouera néanmoins un rôle central en étant le poumon financier de la traite havraise et honfleuraise.

En 1716, des lettres patentes du roi Louis XV donnent la possibilité aux négociants de quatre villes portuaires de pratiquer librement la traite négrière, hors des compagnies à monopole : Nantes, La Rochelle, Bordeaux et Rouen : « Nous avons permis & permettons à tous les Négociants de notre Royaume, de faire librement à l’avenir le commerce des Nègres, de la Poudre d’Or & de toutes les marchandises qu’ils pourront tirer des Côtes d’Afrique, depuis la Rivière de Sierra Lyona inclusivement, jusqu’au Cap de Bonne-Espérance, à condition qu’ils ne pourront ainsi armer ni équiper leurs Vaisseaux que dans les Ports de Rouen, la Rochelle, Bordeaux et Nantes. » Toutefois, en raison de l’impossibilité de faire remonter la Seine à des navires de gros tonnages, les ports du Havre et de Honfleur obtiennent en 1721 une extension des lettres patentes afin de se substituer à celui de Rouen qui ne sera jamais un port négrier. En revanche, la ville a tenu un rôle essentiel dans la mise en place de ce commerce triangulaire. Tout d'abord la puissante Compagnie du Sénégal fut « placée aux mains des Rouennais ». Puis de nombreux négociants investissent des capitaux dans cette économie : en 1754, près d’un tiers des armements du Havre impliqués dans la traite négrière appartient à des négociants rouennais. Enfin, les industriels rouennais fournissent de grande quantité de textile comme « pacotille » (marchandises à échanger contre les esclaves).

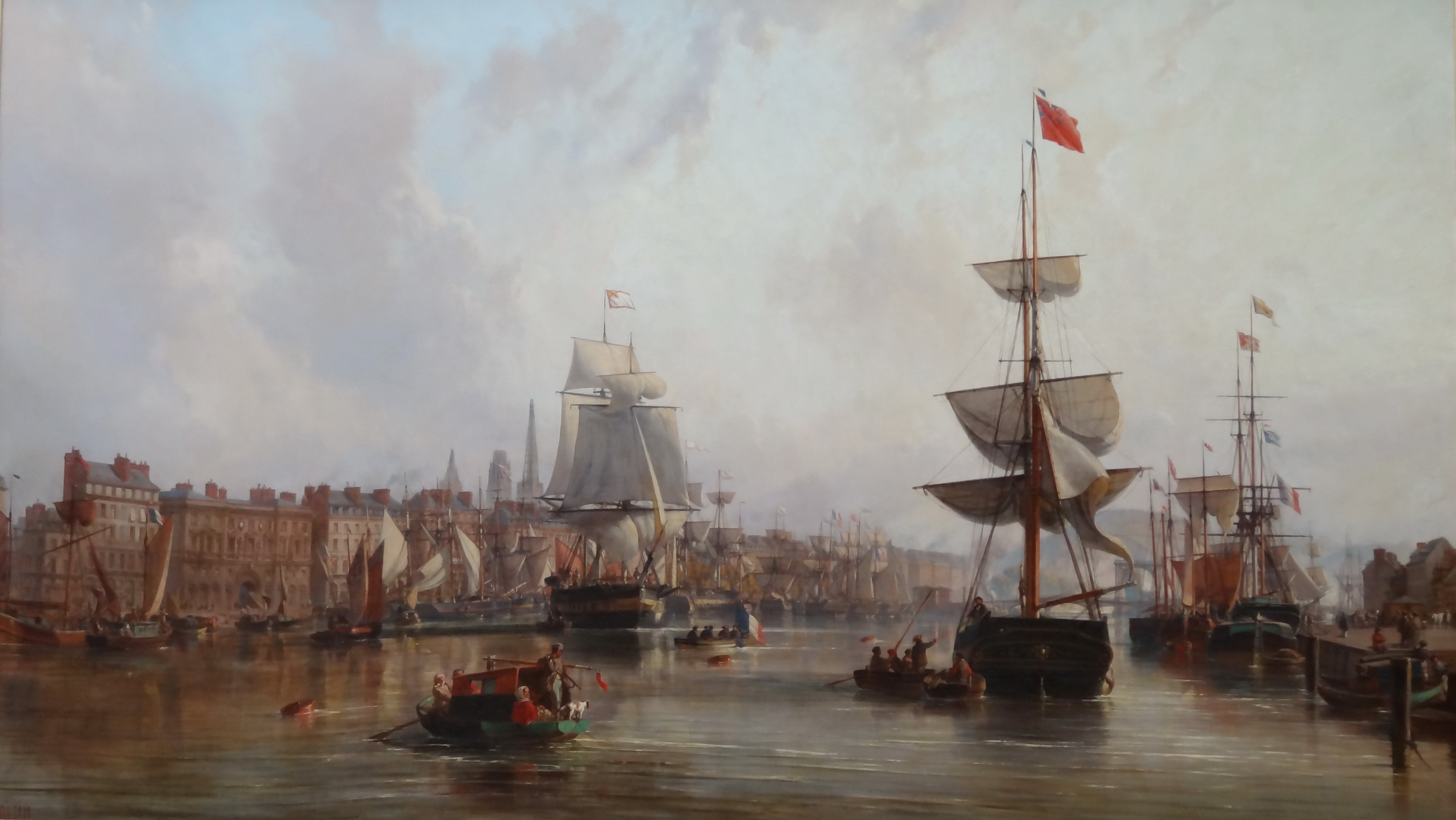
Le port en 1855, par Charles Mozin.

Au XIXe siècle, le port commence à rencontrer des difficultés à accueillir les navires dont les tirants d’eau ne cessent d'augmenter. L'accès au port de Rouen devient de plus en plus difficile, le fleuve s'ensable et le chemin de fer arrive à Rouen en 1843, venant sérieusement concurrencer la voie d'eau. L'avenir du port de Rouen est ainsi menacé. C’est dans ce contexte qu'en 1846, Alphonse de Lamartine défend les travaux d'endiguement du fleuve devant la Chambre des députés.
«  [...] Mais je dis plus. Quand cette expérience n'aurait pour résultat, même en échouant, que d'arracher enfin son secret au fleuve, son secret à la marée, son mystère à la navigation maritime de la Seine, oui, quand elle n'aurait pour résultat que d'arracher le oui ou le non définitif à la nature, sur la possibilité ou l'impossibilité de prolonger de cent vingt kilomètres la navigation française, ce oui ou ce non arrachés à la nature valent à eux seuls vos deux millions ! »
— Lamartine, Discours devant la Chambre des députés
Dans la deuxième moitié du XIXe siècle, à la suite de la destruction de la quasi-totalité des vignobles français par le phylloxéra de la vigne, l'activité portuaire augmente grandement en recevant la production vinicole de l'Algérie.

### Du début duXXesiècleà nos jours

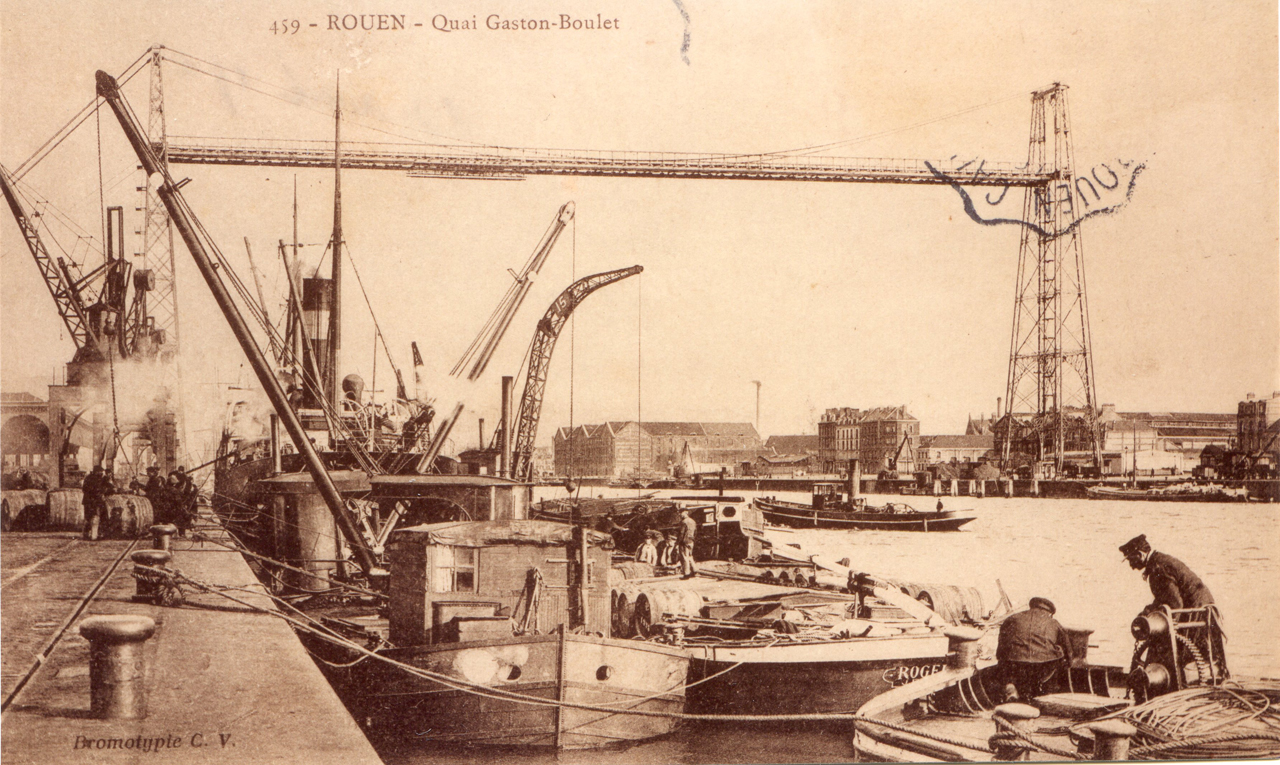
Le pont transbordeur, symbole du dynamisme du port au début du XX.

Avec le début de la Première Guerre mondiale, le trafic augmente fortement. Celui-ci est notamment porté par le développement des importations de charbon anglais. Le port de Rouen devient le premier port français, place qu’il conserve jusqu'aux années 1930.
La Seconde Guerre mondiale sera dramatique pour le port de Rouen : le trafic est réduit à néant pendant trois années consécutives (de 1941 à 1943) et la quasi-totalité des installations portuaires est détruite.
La Reconstruction fait de Rouen un port pratiquement neuf, très bien adapté aux trafics qu'il a à traiter. Les installations portuaires se déplacent vers l’aval du port et le développement de la rive gauche se fait en étroite liaison avec celui de l’industrie. Les liaisons avec les îles Britanniques, l'Europe du Nord et l’Afrique du Nord retrouvent rapidement leur niveau d'avant-guerre. Des nouvelles lignes régulières sont mises en place vers la côte occidentale d’Afrique, l’océan Indien ainsi que l’Amérique du Sud ou encore les États-Unis. Même s’il n’est plus le premier port français, le port de Rouen ne cesse de se développer.
Des progrès très importants sont réalisés grâce à l'aménagement du nouveau chenal de l'estuaire ouvert en 1960. Le trafic passe de 10 Mt en 1963 à 13 Mt en 1970 et atteint pour la première fois le seuil des 20 Mt en 1979. La structure du trafic se modifie profondément. En 1968, les céréales, farines, sucres et produits pétroliers deviennent majoritaires pour la première fois dans le trafic.
Après la Seconde Guerre mondiale, les pays européens se trouvent dans une situation de pénurie alimentaire. Afin de sortir de cette dépendance, une politique agricole commune est mise en place en 1962. La production agricole est encouragée et un soutien est apporté aux exportations, ce qui permet au port de Rouen de faire un véritable bond en avant. Dès lors, Rouen se situe au premier rang des ports européens d’exportation céréalière. Plus de quatre décennies plus tard et malgré les fortes évolutions enregistrées au niveau communautaire, Rouen occupe toujours cette position de leader.
L'application du statut d’autonomie en 1966 consacre le port de Rouen comme l'un des grands ports français appelés à jouer un rôle national.
La dernière décennie (1990-2000) génère de profondes transformations provoquées par la réforme de la politique agricole commune en 1992. Cette période voit le trafic céréalier reculer au port de Rouen de 1994 à 1996. Pendant ce temps, la réforme nationale de la manutention portuaire de 1992 permet de redonner fiabilité et compétitivité au port.
En 2012, la création du groupement d'intérêt économique HAROPA rassemble les ports du Havre, de Rouen et de Paris.
Le 1er juin 2021, le grand port maritime du Havre fusionne avec les ports de Rouen et de Paris et devient HAROPA Port, le port fluvio-maritime de l’axe Seine, conformément aux dispositions de l'ordonnance no 2021-604 du 19 mai 2021.

## Accessibilité et navigation en Seine

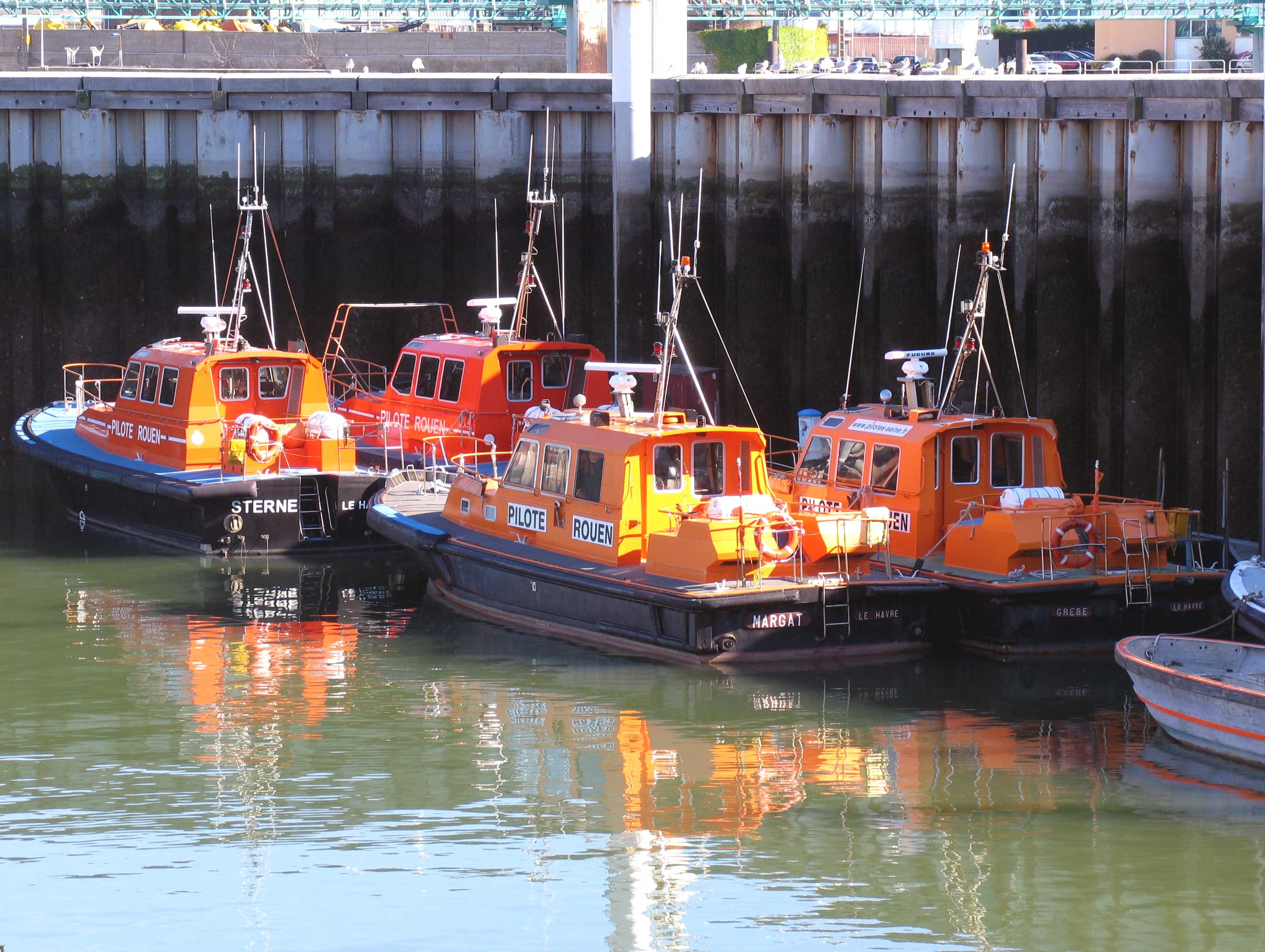
Vedettes de pilotage en attente au Havre, prêtes à prendre en charge un navire remontant la Seine.

Bien que le port de Rouen soit situé à 80 km de l'estuaire par le fleuve et à 6 heures de navigation, l'effet des marées est sensible jusqu'à Rouen et permet de recevoir des navires très importants, jusqu'à 292 m de long et  150 000 tonnes de port en lourd. En aval, les ponts sur la Seine dégagent un tirant d’air de 50 mètres tandis que des dragages permanents maintiennent un tirant d’eau de 10 mètres minimum. Afin de préserver l'accès aux navires les plus hauts, seuls trois ponts, laissant un grand tirant d'air au navire (plus de 50 mètres), franchissent la Seine entre Rouen et Le Havre : en partant de l'embouchure de la Seine, ce sont le pont de Normandie, le pont de Tancarville et le pont de Brotonne. Ces possibilités de franchissement du fleuve sont complétés par plusieurs bacs (huit en tout) permettant de transporter piétons et voitures.

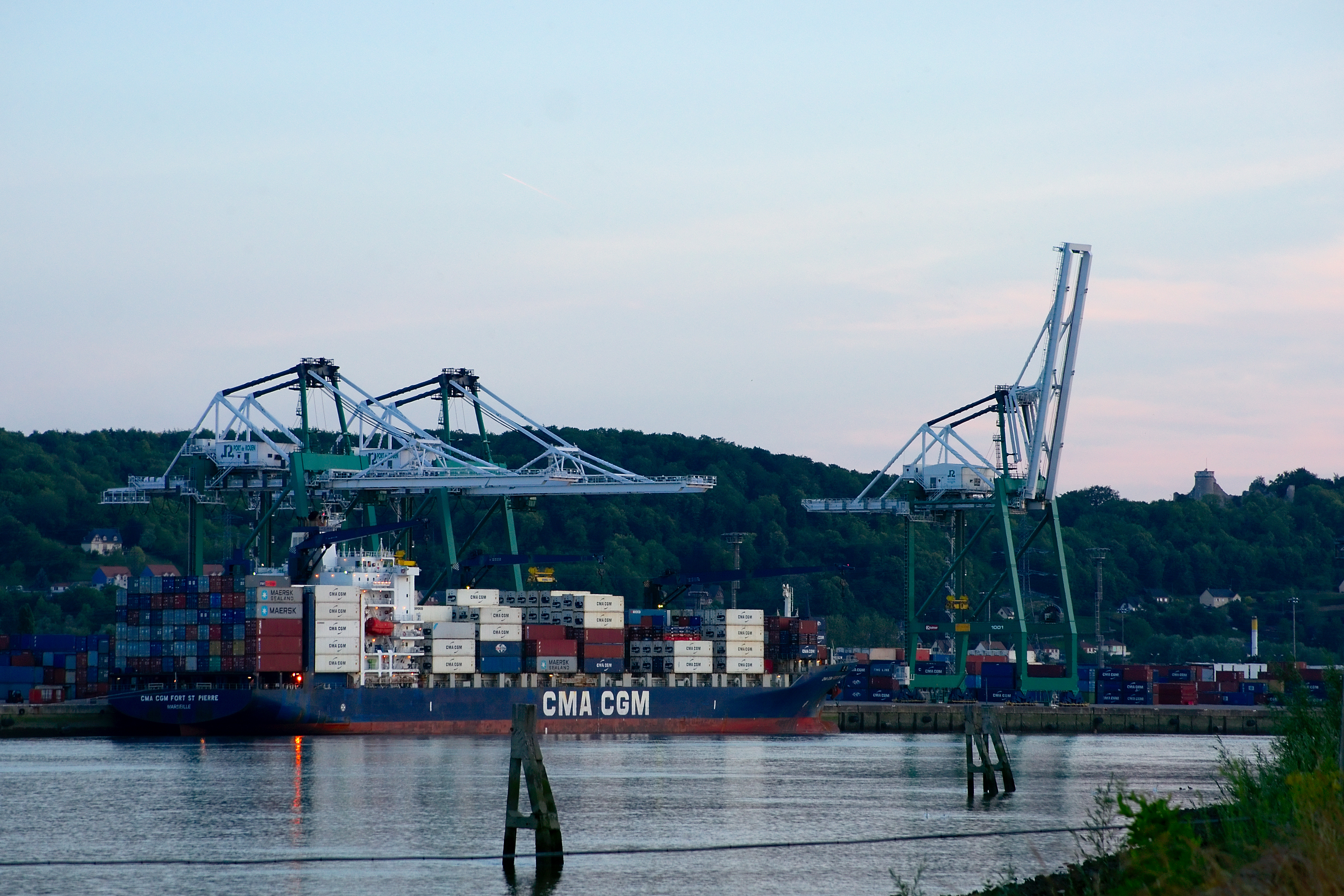
Navire porte-conteneurs au terminal de Grand-Couronne.

De 3 500 à 4 000 navires font escale chaque année dans le port de Rouen. L’accès au port est assuré par un entretien régulier du chenal de navigation et des dragages permanents. Cet entretien permet l'accueil de navires ayant les caractéristiques suivantes  :
- 10,70 mètres de tirant d'eau pour les navires remontant la Seine ;
- 10,30 mètres de tirant d'eau pour les navires descendants.

Ainsi, le port peut accueillir en escale, des navires de 30 000 à 40 000 tonnes de port en lourd (tpl) ou encore de porte-conteneurs de 2 000 à 2 500 EVP.
Les conditions particulières de navigation (tirant d'eau limité, chenal étroit, brume et brouillards fréquents) nécessitent une maîtrise parfaite de la conduite des navires. C'est pourquoi la plupart des navires ayant des dimensions importantes doivent être manœuvrés avec l'aide d'un pilote de Seine à bord.

## Activités et infrastructures

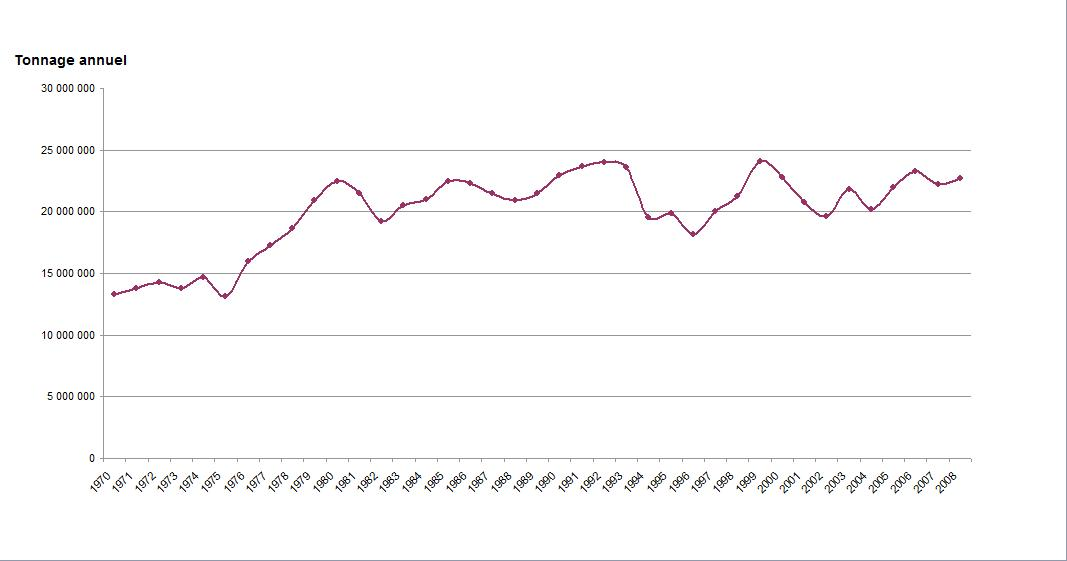
Tonnage annuel traité par le port de Rouen de 1970 à 2008.

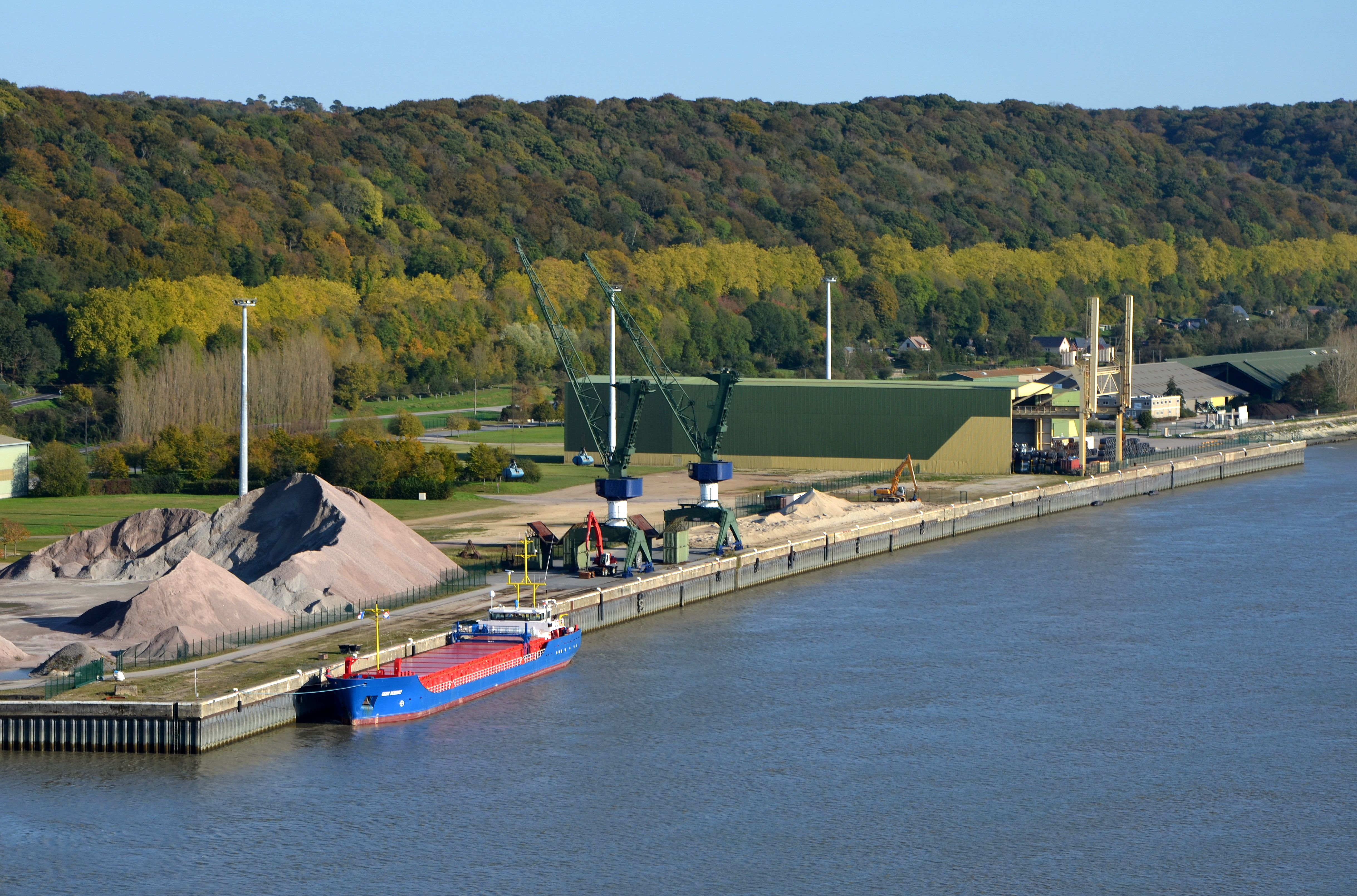
Terminal de Saint-Wandrille.

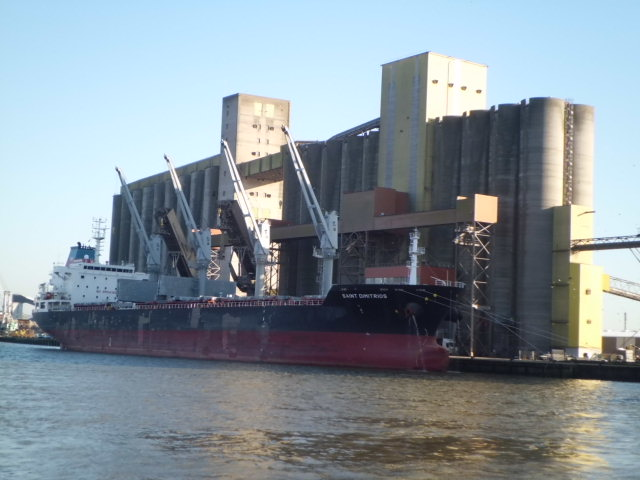
Silo à grain et navire en charge à Rouen (presqu'île Élie).

L'activité portuaire se répartit tout au long de la Seine entre Rouen et Honfleur sur environ 120 km. Le port de Rouen dispose en tout de 12,6 km de quais. Les silos portuaires de Rouen représentent une capacité de stockage de 1,3 million de tonnes de céréales.
Adossé à la région céréalière la plus importante d'Europe occidentale, Rouen positionne HAROPA Port comme le 1er port européen pour les céréales avec 12,7 Mt en 2023 (50 % des exportations françaises). Le trafic pétrolier, moins important que celui du Havre, est lié à l'activité des raffineries de Petit-Couronne et Port-Jérôme ainsi que des installations de stockage.
Les principaux échanges se font avec la Chine (2,48 Mt) ; suivie du Maroc ((2,07 Mt) et l’Algérie ((1,15 Mt). En 2023 toujours, le port a exporté vers des destinations moins courantes telles que : la Mauritanie, le Mexique, la Thaïlande, l’Inde, la Colombie, Madagascar, les États-Unis ou l’Afrique du Sud.
| Marchandise           | Trafic d'entrée | Trafic de sortie | Trafic total |
| --------------------- | --------------- | ---------------- | ------------ |
| Vracs liquides        | 6,5             | 5,6              | 12,1         |
| Vracs solides         | 2,3             | 8,8              | 11,1         |
| dont céréales         | 0,1             | 7,4              | 7,5          |
| Marchandises diverses | 1,1             | 1,0              | 2,1          |
| Total                 | 9,9             | 15,5             | 25,4         |

Les principales installations du port se caractérisent ainsi :
- Terminaux vracs solides :
  - Terminal de Honfleur
  - Terminal agro-industries (exploité par Sénalia)
  - Terminal de Grand-Couronne (exploité par SEA-invest)
  - Terminal de Petit-Couronne (exploité par Surveyfert)
  - terminal de Rouen Quevilly (exploité par Dockseine)
- Terminaux à conteneurs :
  - terminal de Radicatel, situé près de Lillebonne, sur la rive droite de la Seine. Exploité par Katoen Natie
  - Terminal conteneurs et marchandises diverses de Rouen - TCMD
- Terminaux vracs liquides :
  - Rubis Terminal
  - DRPC
  - Sea-Tank

Les plus grosses emprises sont regroupées sur le site dit amont, situé dans l'agglomération de Rouen, en aval du pont Guillaume-le-Conquérant, et s'échelonnent principalement le long de la rive gauche du fleuve.
Il existe aussi :
- Le terminal de Saint-Wandrille / Le Trait installé sur la rive droite juste en amont du pont de Brotonne. Il dispose de 650 mètres de quai, de deux grues et de (15 hectares de terre-plein. Il dispose d'un embranchement ferroviaire. Il est spécialisé dans l'importation de bobines d'acier et de vracs tels que la tourbe et les granulats. Il peut recevoir des navires à pleine charge allant jusqu'à 50 000 tonnes de port en lourd[11],[12].

### Le fluvial
La limite du port fluvial définie par Voies navigables de France (VNF) est fixée au pont Boieldieu de Rouen, ce qui correspond à peu près à l'emplacement du pont Mathilde du Moyen Âge, limite traditionnelle entre le fluvial et le maritime.
Rouen est donc également un port fluvial important. La Seine navigable (gabarit classe V, péniches allant jusqu'à 5 000 tonnes) le met en relation avec l'Île-de-France, qui représente un arrière-pays à la fois dense et proche. Rouen est à (24 heures de navigation du port de Gennevilliers, qui est l'installation la plus importante du port autonome de Paris.

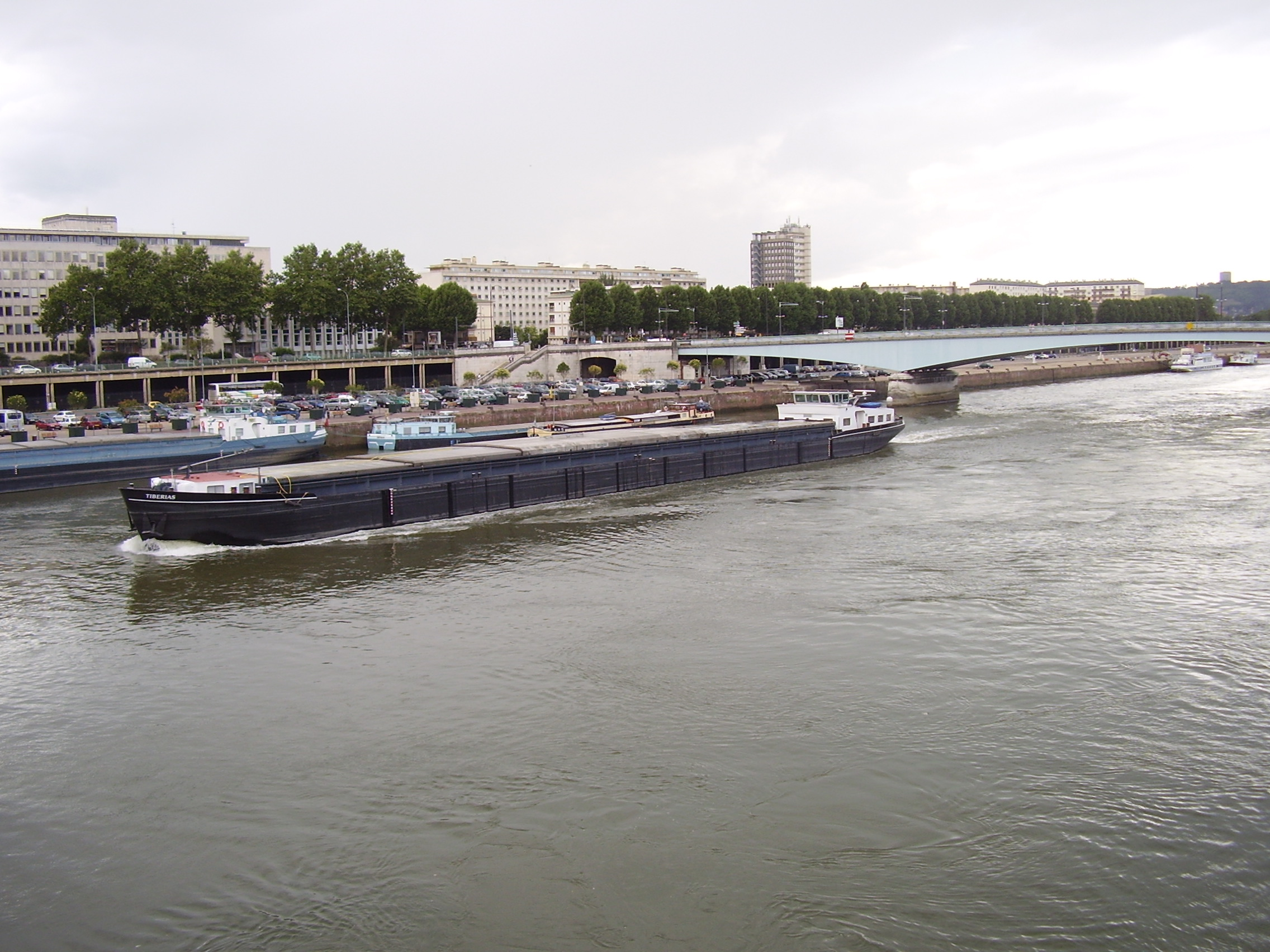
Le trafic fluvial en relation avec la région parisienne est dense.
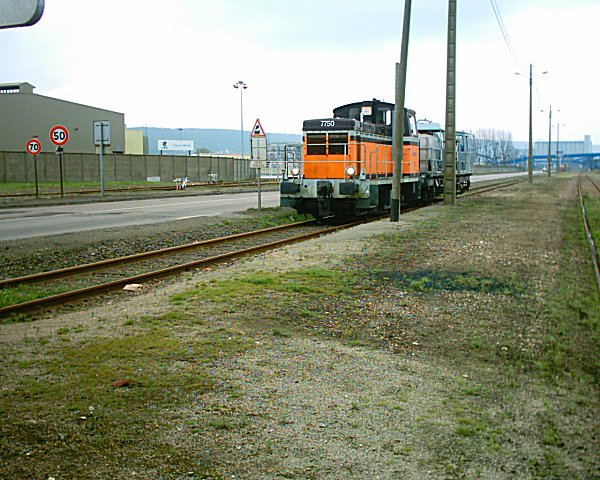
Le port est desservi par tous les modes de transport, ici un train de fret.
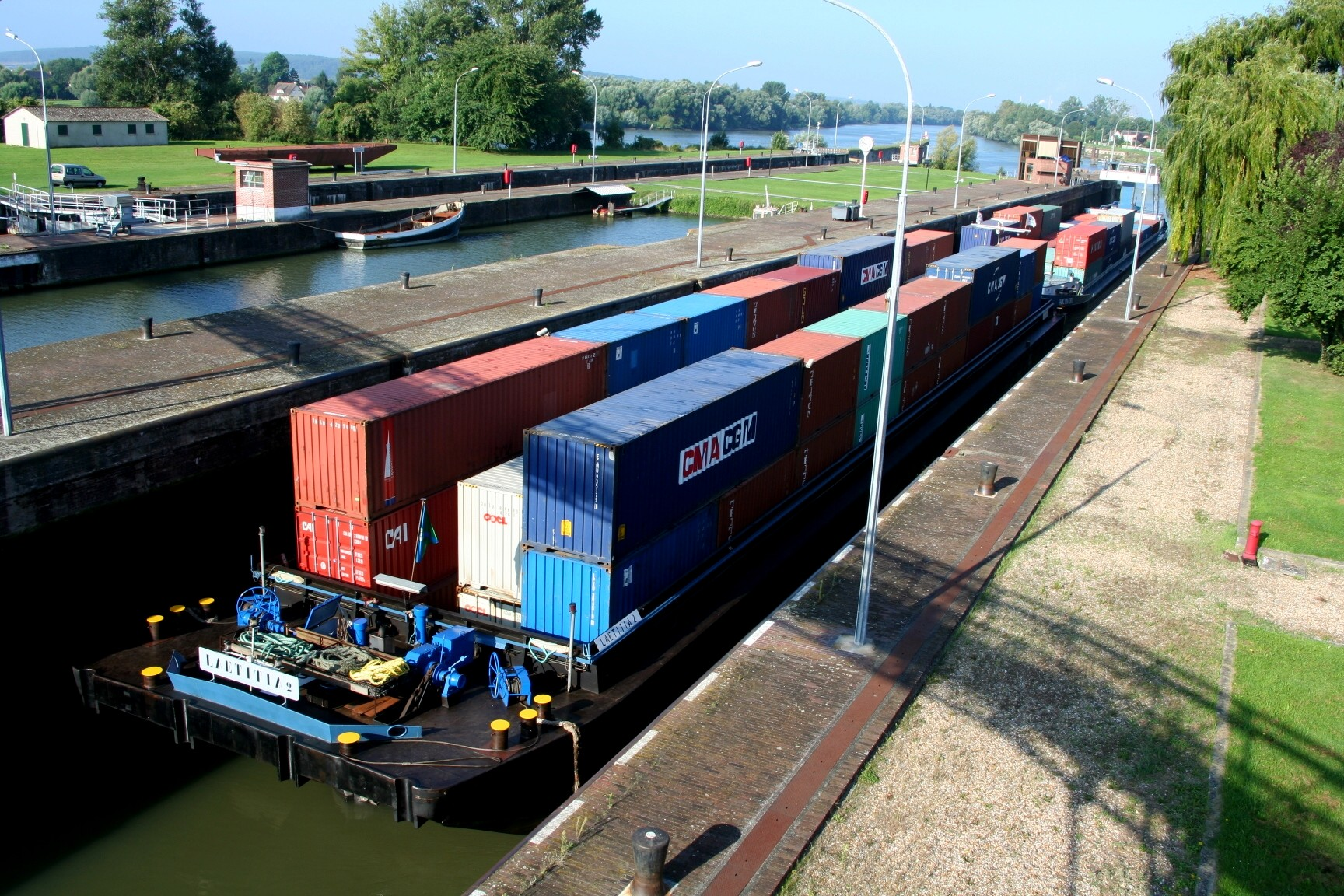
Le transport combiné fluvial est en plein développement sur la Seine.

## Emploi
Le cluster maritime et portuaire rouennais est composé d’établissements dont l’activité est nécessaire et directement liée aux ports (pilotage, lamanage, chargement et déchargement de marchandises, etc.). Selon l'INSEE, en 2021 le CMP de Rouen comptait 4 680 emplois.
Toujours selon l'INSEE, le cluster non maritime - comprenant donc les industries et les services - comptabilisait en 2021 : 11 430 emplois.

## Le port de plaisance
Le port de plaisance de Rouen est situé dans le bassin Saint-Gervais, darse Barrillon. Le plan d'eau s'étend sur 25 000 m2 et (150 anneaux sont disponibles sur des pontons flottants avec catways totalement équipés (arrivée d'eau et bornes électriques) dans un espace entièrement sécurisé par vidéosurveillance et accès par badge.

## Le patrimoine et les anciens équipements portuaires
Le projet Seine ouest prévoit la réhabilitation du patrimoine portuaire inutilisé, ainsi que la mise en valeur des friches laissées par le déplacement du port en aval, plus loin du centre-ville. Il prévoit aussi un développement urbain, dont l'espace commercial des Docks 76 et le palais des sports Kindarena ont anticipé l'essor et la construction.

### La façade maritime et les quais hauts

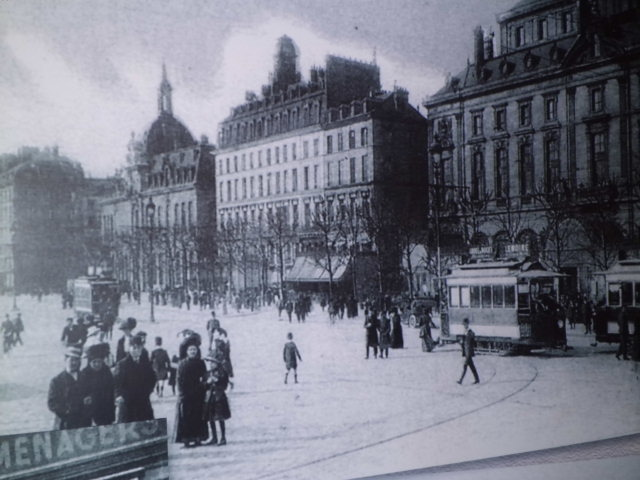
Ancienne façade maritime détruite pendant la dernière guerre. À droite : l'ancien théâtre des Arts, à gauche : l'ancien palais des Consuls.

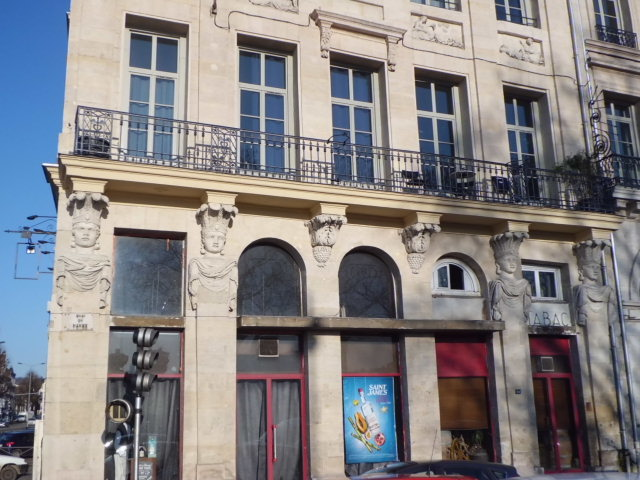
Hôtel des Sauvages du début du XIX.

La « façade maritime » de Rouen rive droite passait, avant la Seconde Guerre mondiale, pour être la seconde plus belle de France après celle de Bordeaux. Elle a été presque totalement anéantie pendant cette guerre. Il n'en subsiste que quelques immeubles datant du XIXe siècle et quelques autres, au-delà du pont Guillaume-le-Conquérant, bâtis également au XIXe et au XXe siècle et qui étaient des sièges de compagnies maritimes. Avant-guerre, l'orientation au sud et l'attrait des Rouennais pour sa partie nommée Cours Boieldieu l'avaient fait surnommer « la Petite Provence », et la terrasse du café Victor était une des plus grandes de France.

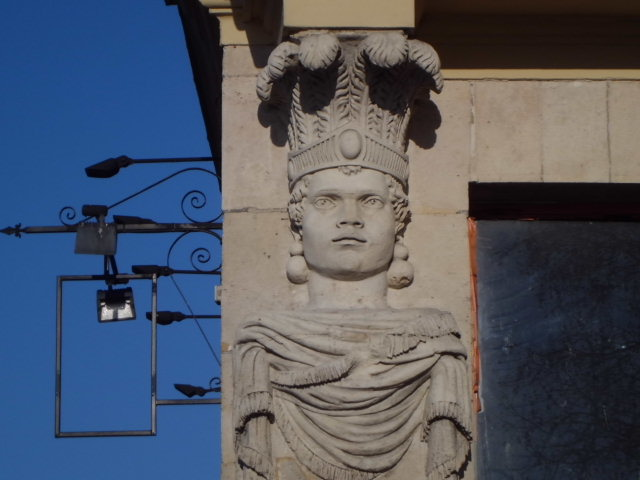
Indien d'Amérique, cariatide de l'hôtel des Sauvages, montrant les relations traditionnelles du port de Rouen avec les Amériques

Il ne reste rien du patrimoine ancien sur les quais hauts, dont la création résulte de la destruction totale du bâti ayant permis, lors de la Reconstruction, de rehausser les quais préexistants. Trois monuments étaient particulièrement emblématiques de la « façade maritime », à savoir : l'ancienne douane, l'ancien palais des Consuls et l'ancien théâtre des Arts.

À l'endroit où les quais n'ont pas été rehaussés (ils sont encore au même niveau que les berges de la Seine), subsistent des hôtels particuliers du XIXe siècle, comme l'hôtel des Sauvages datant  du premier tiers de ce même siècle et inscrit au titre des Monuments historiques depuis 1953.

### Le Musée maritime fluvial et portuaire

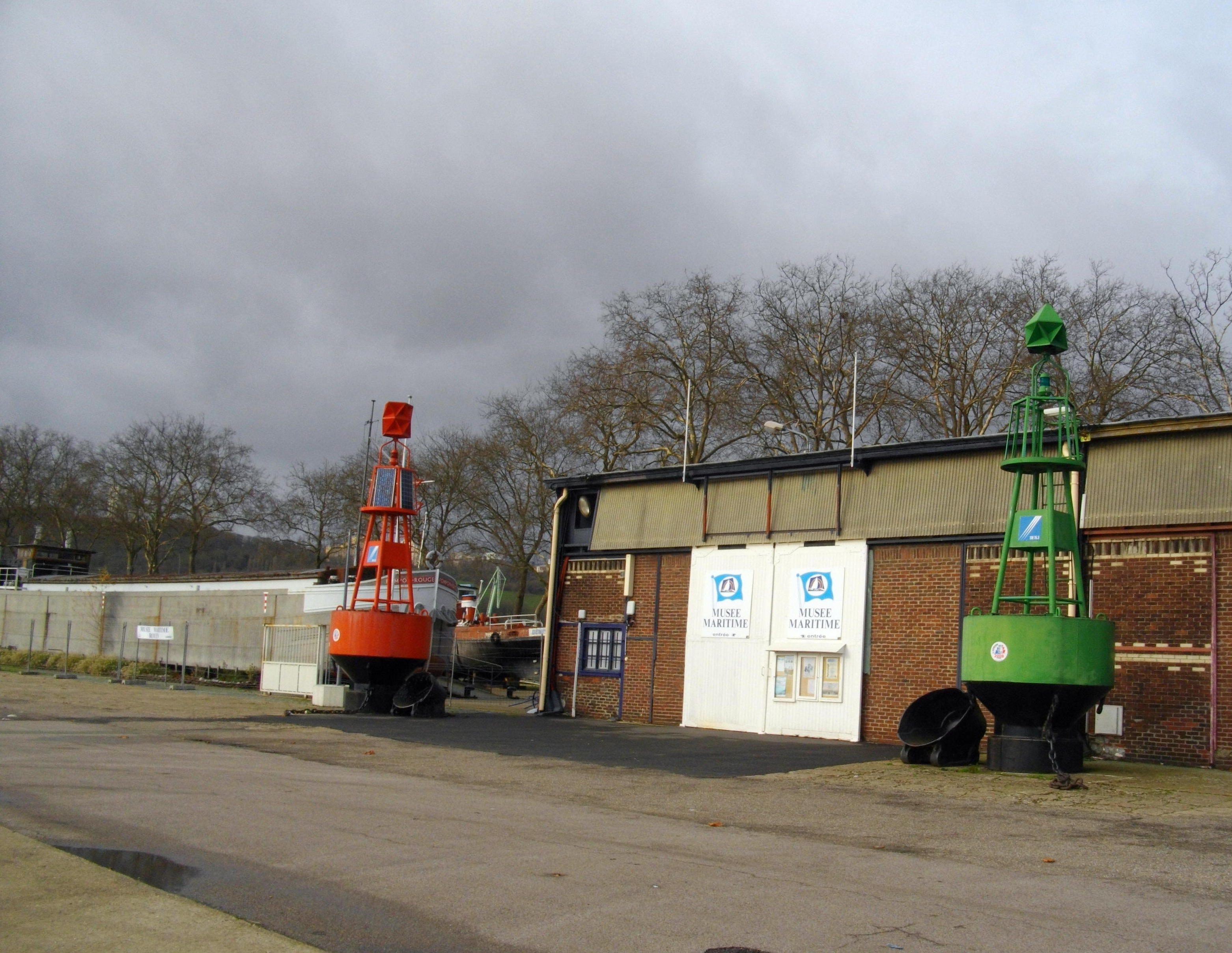
Le musée maritime fluvial et portuaire de Rouen retrace l'histoire du port.

### Les docks et les entrepôts

#### Les docks flottants

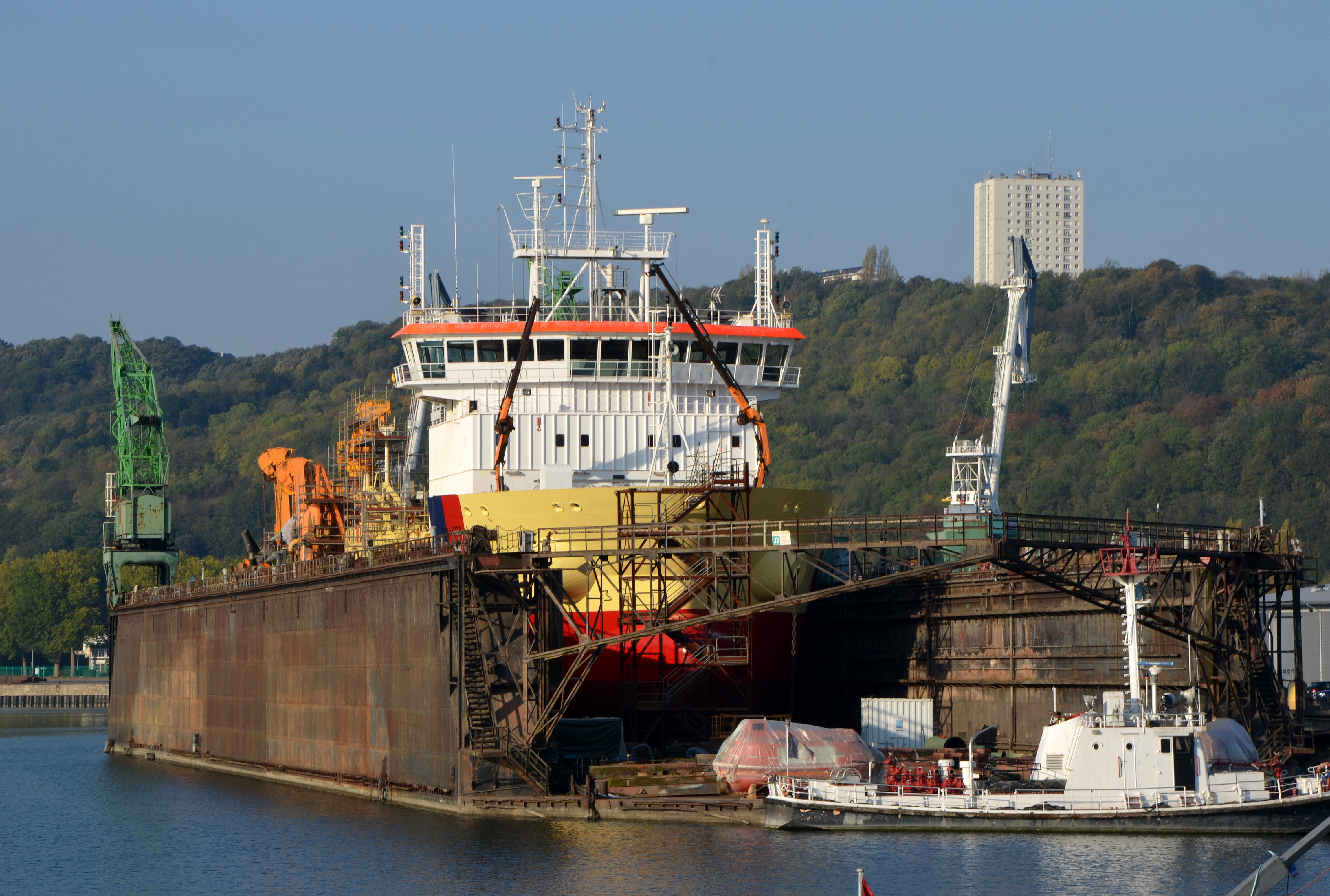
Dock flottant dans le bassin Saint-Gervais : navire en réparation

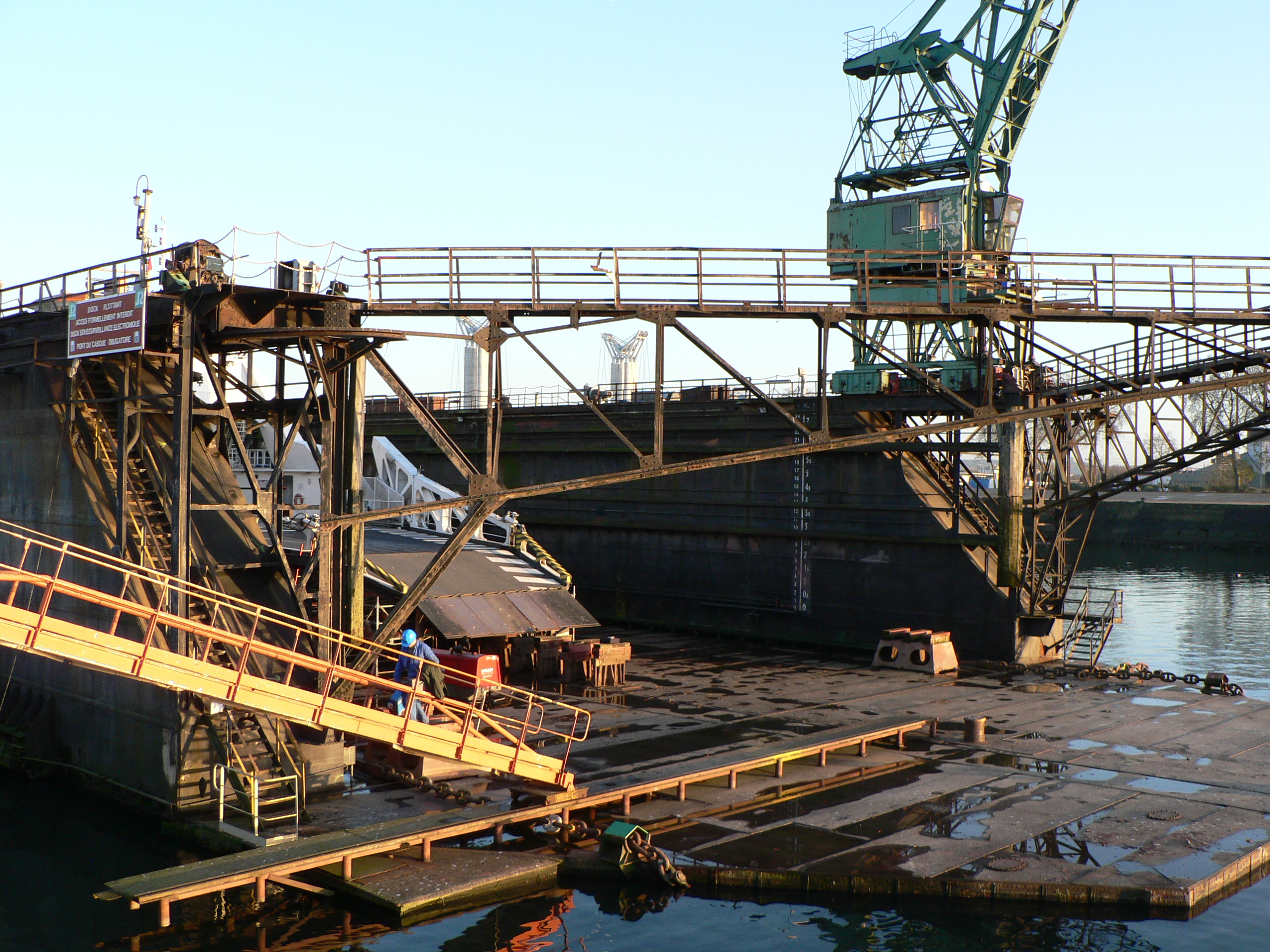
Dock flottant dans le bassin Saint-Gervais

Au fil des décennies, la croissance du trafic contraint la Chambre de commerce à équiper le port d'infrastructures de radoub et de réparation navale. Le début des années 1930, en particulier, voit un important développement des capacités de réparation. En 1932, la darse des docks permet la réparation de (615 navires.
Ces réparations s'effectuent principalement dans quatre docks flottants : deux de 4 200 tonnes et deux de 8 000 tonnes. Ils ont tous été construits à Hambourg, en Allemagne, par la Dockbaugesellschaft et les ateliers Rud-Otto Meyer. Ils ont été livrés à la France à titre de réparation pour les dommages de guerre engendrés par le premier conflit mondial. Il n'en subsiste qu'un seul en service aujourd'hui, dont la longueur et le tonnage maximums ont été augmentés : il est passé de 140 à 180 et de 8 000 à 14 000 t. Il est ancré dans le bassin Saint-Gervais.
À l'été 2022 entrera en service un nouveau dock d'occasion. D'ici là, il est amarré quai Marcel-Marais.

#### Docks, entrepôts et hangars

##### Les docks et entrepôts réels rive droite

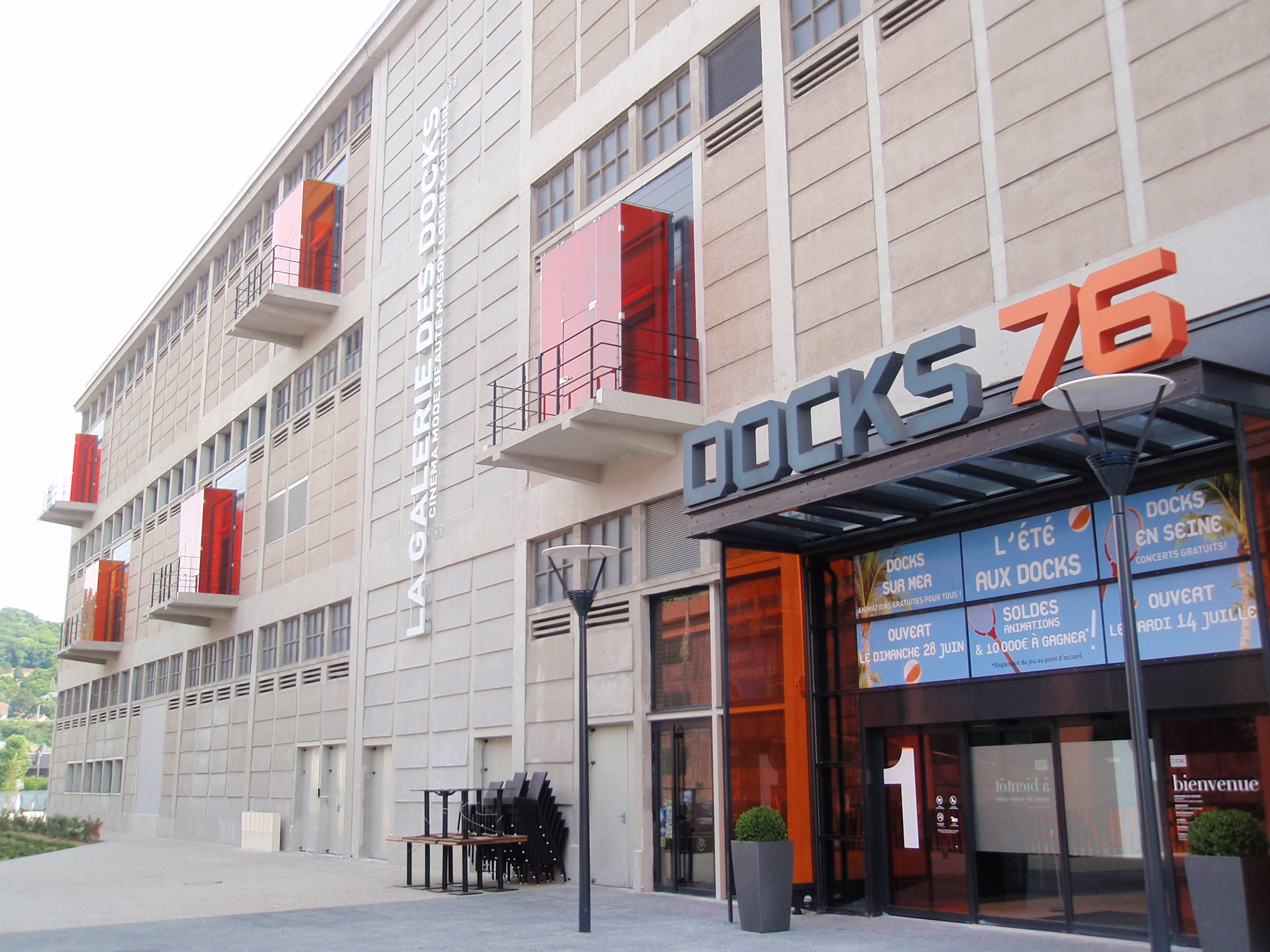
Vue latérale des Docks 76.

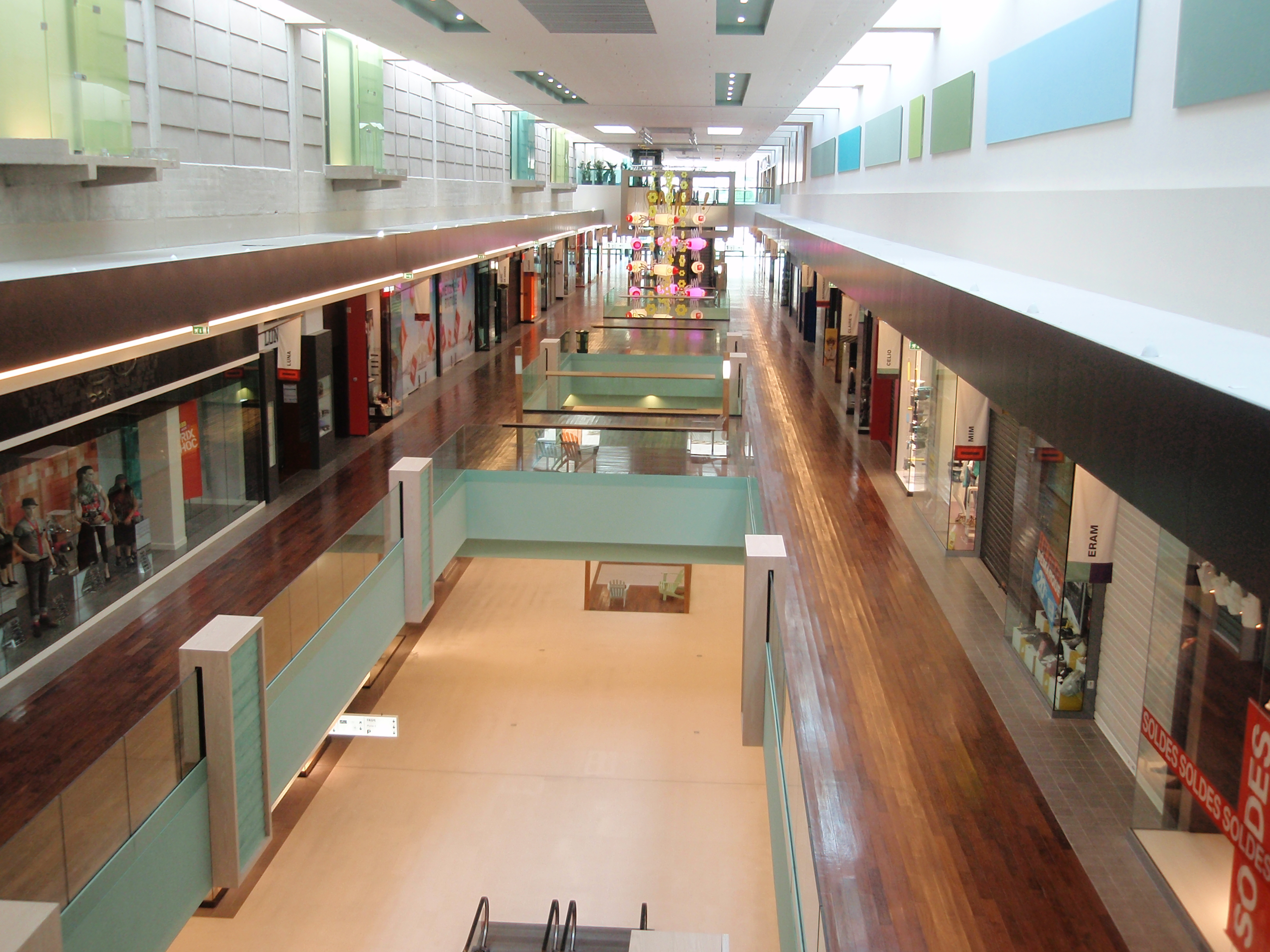
Vue intérieure des Docks 76.

Des docks de grande capacité sont érigés dans les années 1950 pour remplacer ceux du quai aux Meules détruits pendant la Seconde Guerre mondiale. Ce sont les architectes Robinne et Jean Viraut qui sont chargés de ce projet. L'entreprise Campenon-Bernard réalise les travaux et construit en béton précontraint, la première fois en France pour des édifices de cette importance. La bâtisse la plus grande subsiste aujourd'hui et a été entièrement réhabilitée en vue d'y installer les commerces des Docks 76.

##### Les entrepôts et hangars

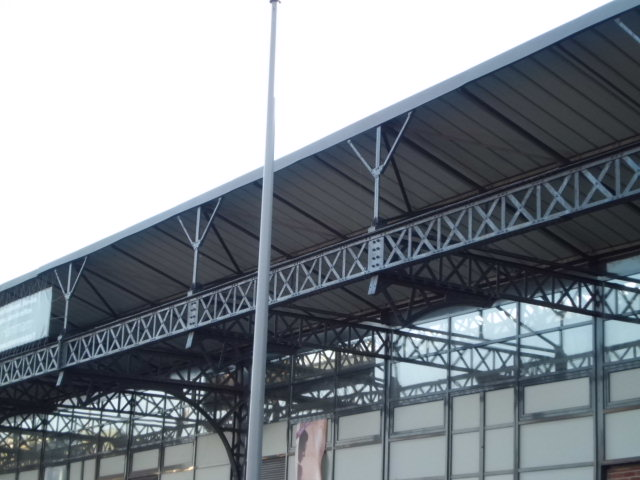
Structure métallique, hangar A.

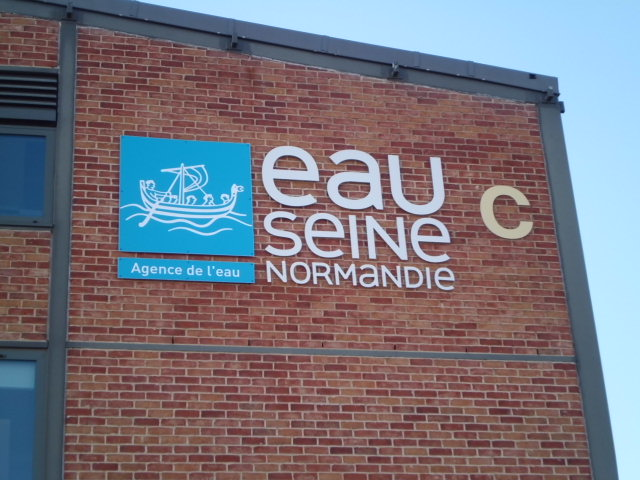
Hangar C.

Sur la rive droite, une partie des anciens hangars à structure métallique et de briques ont été rénovés et sont transformés en restaurants, brasseries, salles de sport, ainsi que l'espace de sciences H2O (2010-2014) et le théâtre municipal de Rouen, le Hangar 23 (ancien théâtre Duchamp-Villon). Le hangar A, directement en aval du pont Guillaume-le-Conquérant, est le plus élaboré au niveau de sa structure métallique. Deux nouveaux hangars dans le style des anciens sont venus s'y ajouter. Un des nouveaux hangars abrite la Compagnie des eaux (hangar C).
Sur la rive gauche, seul le hangar 106 a été réhabilité.

#### Le chai à vin

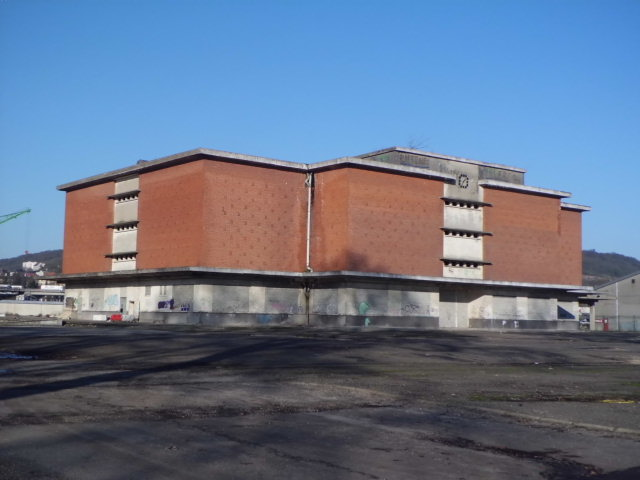
Ancien chai à vin muré.

En 1950 est inauguré le chai public de la Chambre de commerce, œuvre de l'architecte rouennais Pierre-Maurice Lefebvre. C'est alors le plus grand chai à vin d'Europe. Le bâtiment en brique et béton est situé entre la Seine et le bassin Saint-Gervais. À l'intérieur, il se compose de trois étages de cuves pouvant recevoir 100 000 hectolitres et disposés en croix. Ces étages sont desservis par des passerelles. Il est raccordé par canalisation aux postes de déchargement du quai de la Seine ainsi que du bassin Saint-Gervais, et est aussi relié directement aux chais privés. Il ferme au début des années 1980. Ce bâtiment, désaffecté, est aujourd'hui muré, après avoir été pillé et vandalisé, en raison notamment des tuyauteries en cuivre qu'il renfermait.

### La centrale électrique

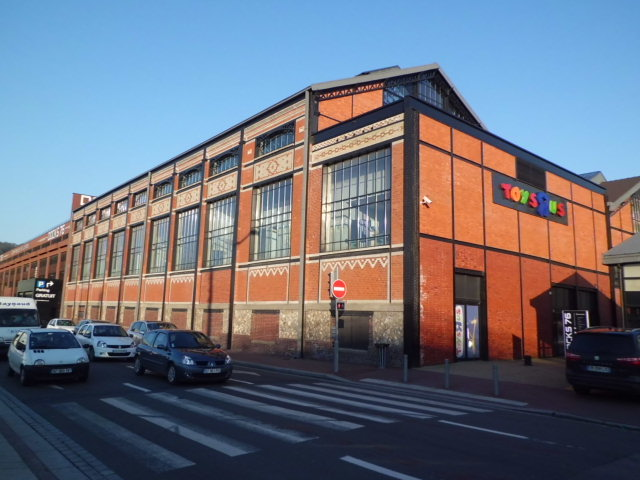
Ancienne centrale électrique du port.

À partir du XXe siècle, des grues électriques sont mises en service et s'ajoutent aux grues hydrauliques jusqu'alorsutilisées. Elles sont installées sur les nouveaux quais, là où les accumulateurs hydrauliques ne permettent pas d'alimenter des grues hydrauliques, étant donné leur éloignement. L'électrique est la seule solution retenue. La Compagnie centrale d'énergie électrique de Rouen construit un bâtiment remarquable en 1902. Cette centrale électrique comprend une structure métallique, attribuée aux ateliers Eiffel, qui porte un toit en verrière et soutient des murs en silex et en briques multicolores formant des motifs géométriques. Désormais cette bâtisse a une vocation commerciale au sein du complexe des Docks 76.

### Les grues et les marégraphes

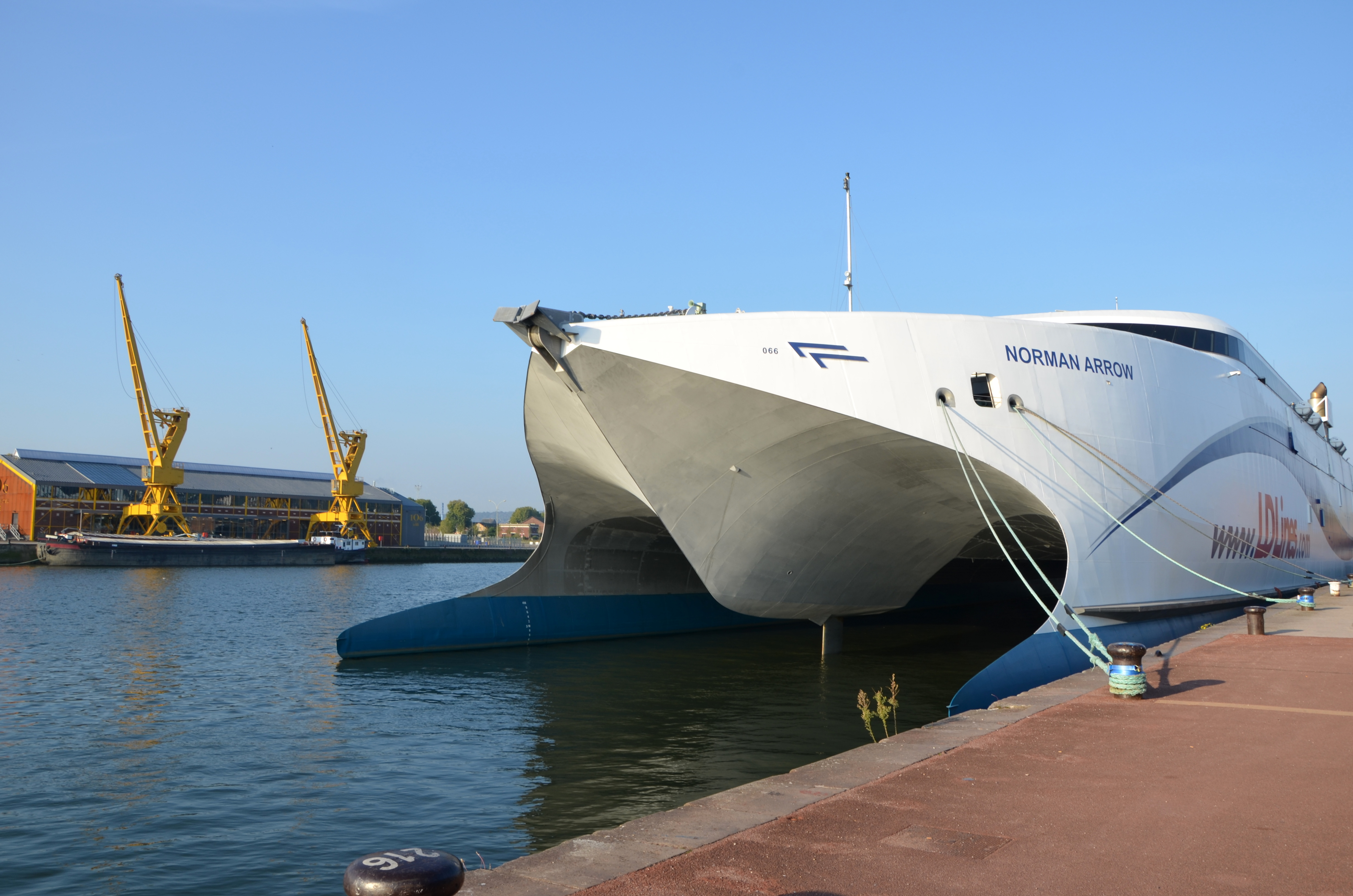
Le hangar 106 et les grues Picasso, rive gauche. Catamaran rive droite.

#### Les grues
Avant le passage au tout électrique, deux types de grues se sont succédé : les grues à vapeur et les grues hydrauliques. La Chambre de commerce décide en 1885 d'abandonner les grues à vapeur, qu'elle juge trop dangereuses et trop coûteuses, pour se tourner vers un système plus récent qui équipe déjà les ports de Londres et d'Anvers : l'hydraulique.

#### Les marégraphes
Il s'agit de trois tours conçues par l'architecte Lucien Lefort et construites en 1885 et 1910. Leur style est caractéristique de l'éclectisme régional, mélange de style troubadour et néo-classique, conjugué aux matériaux traditionnels comme la pierre calcaire et le silex et usuels au XIXe siècle comme la brique. Elles ont été inscrites à l'inventaire supplémentaire des monuments historiques le 7 octobre 1997.
Les trois tours, même si leur style est analogue, ne sont cependant pas semblables. La plus ancienne, dite « tour Eiffel », située sur le quai Gaston-Boulet, montre davantage de richesses dans l'ornementation décorative et la diversité des matériaux utilisés. En 1893, elle a été équipée d'une horloge et d'un marégraphe, dont le cadrant face à la Seine indique directement la hauteur de la marée. C'est elle qui a été entièrement restaurée en 2009.
Elles avaient pour fonction première d'accumuler et de comprimer à 53 atmosphères l'eau du réservoir, grâce à un cylindre en fonte installé à l'intérieur de chaque tour; ce cylindre de 60 tonnes est guidé par deux rails internes. Elles étaient destinées à fournir l'eau nécessaire au fonctionnement des grues hydrauliques.

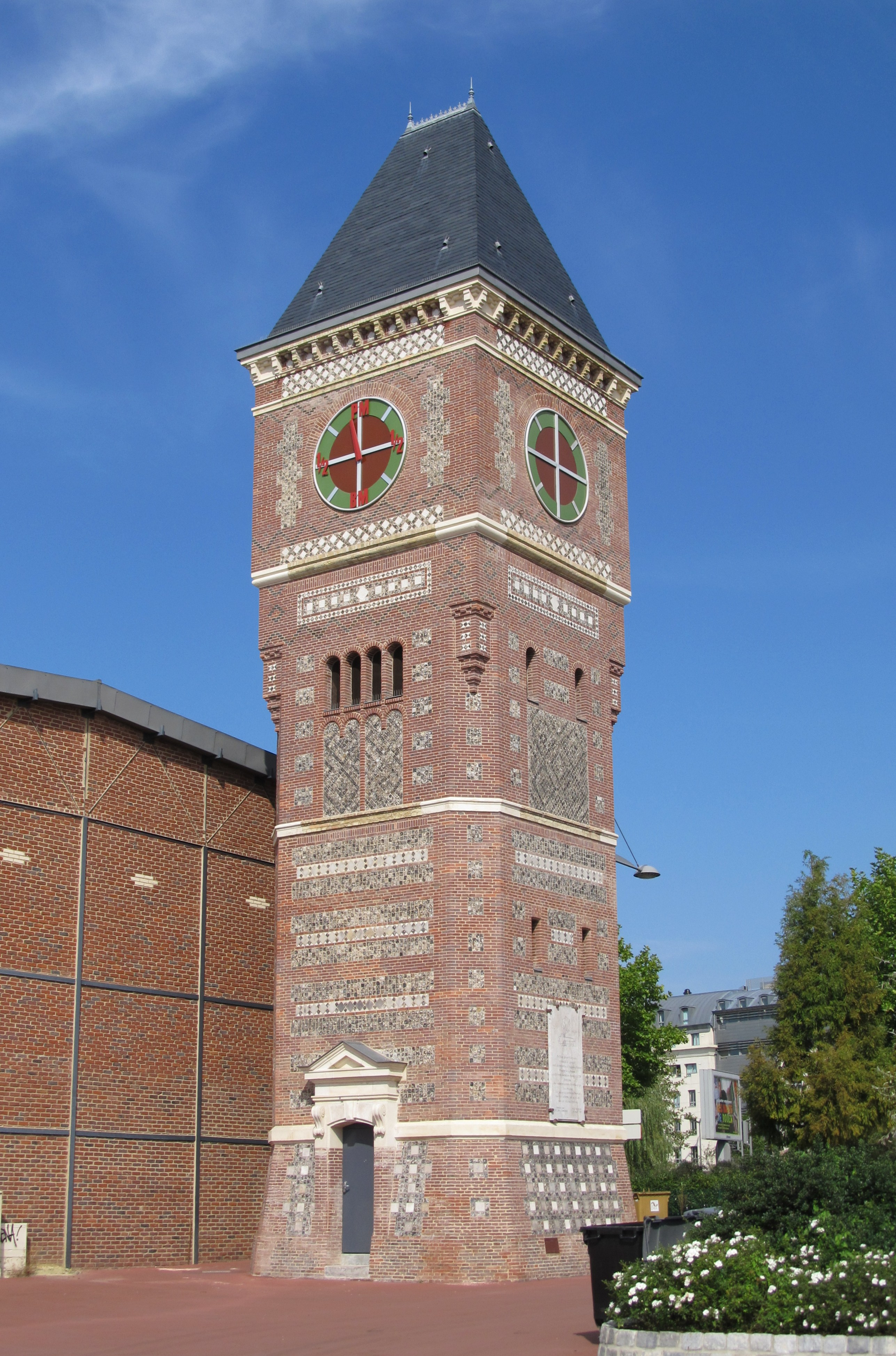
Château d'eau-marégraphe no 1, restauré dans les années 2000.
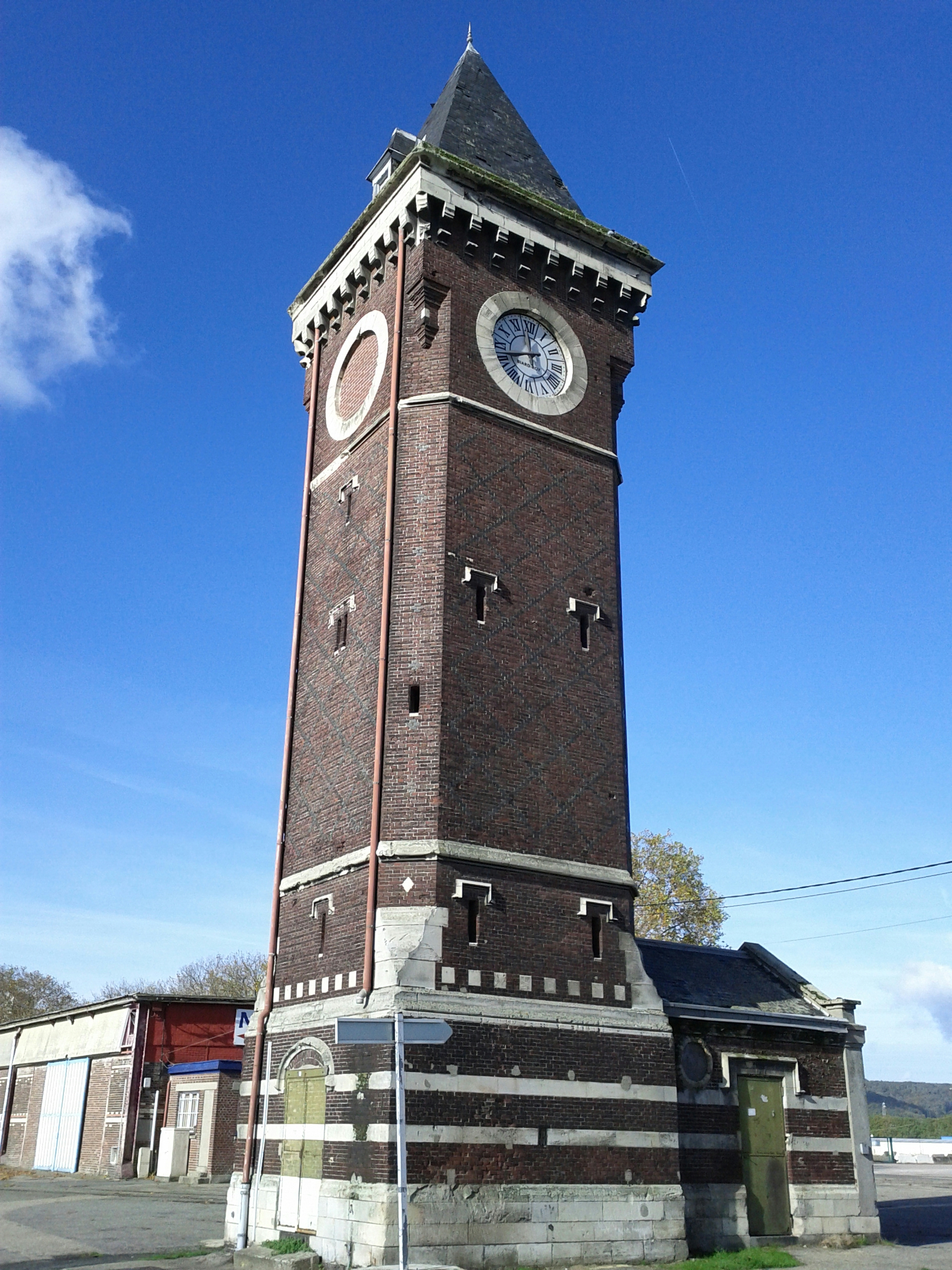
Château d'eau-marégraphe no 2, en cours de restauration.
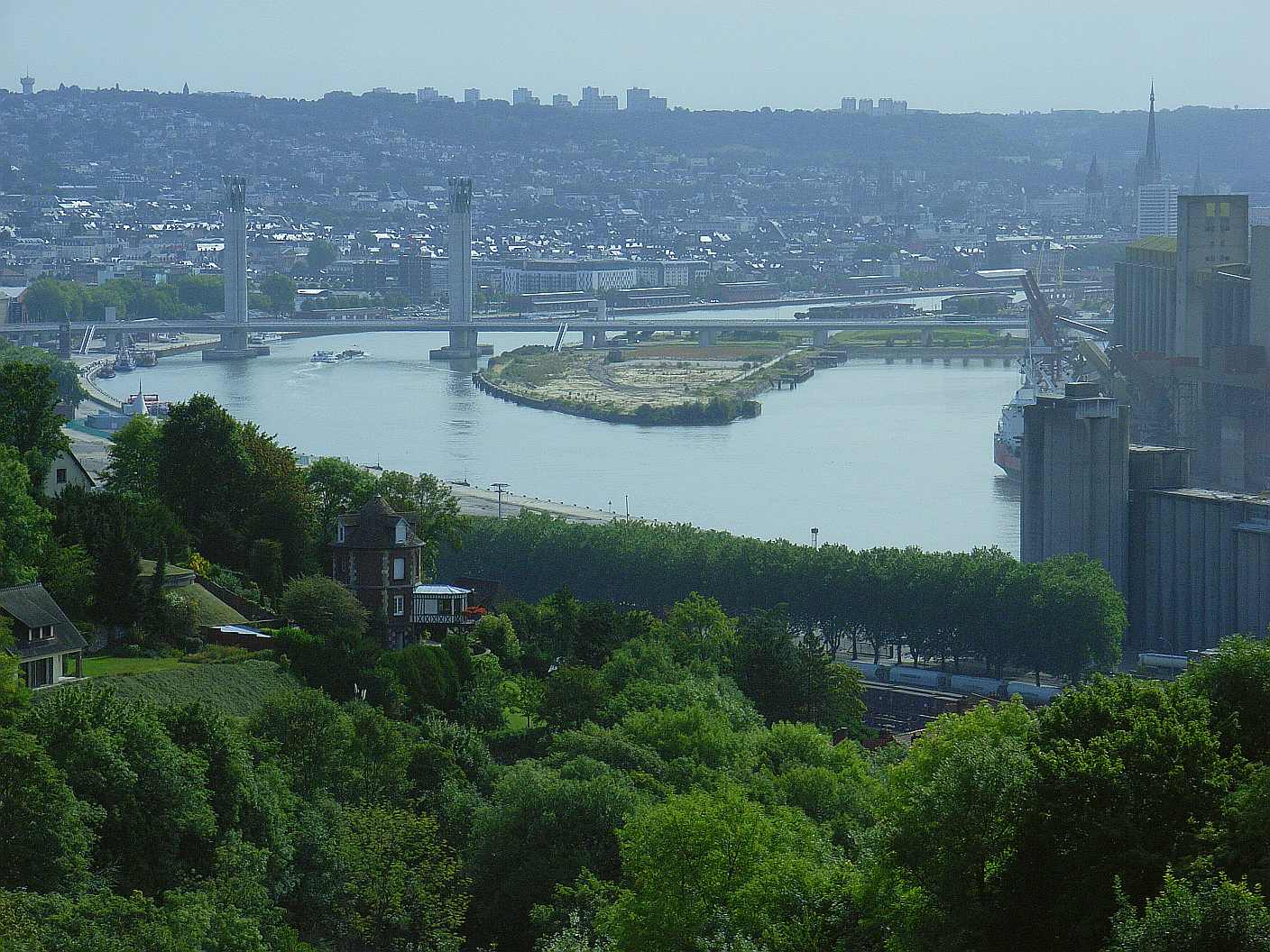
Le projet Seine ouest consiste dans la réappropriation de l'espace portuaire laissé vacant.

## L'Armada de Rouen

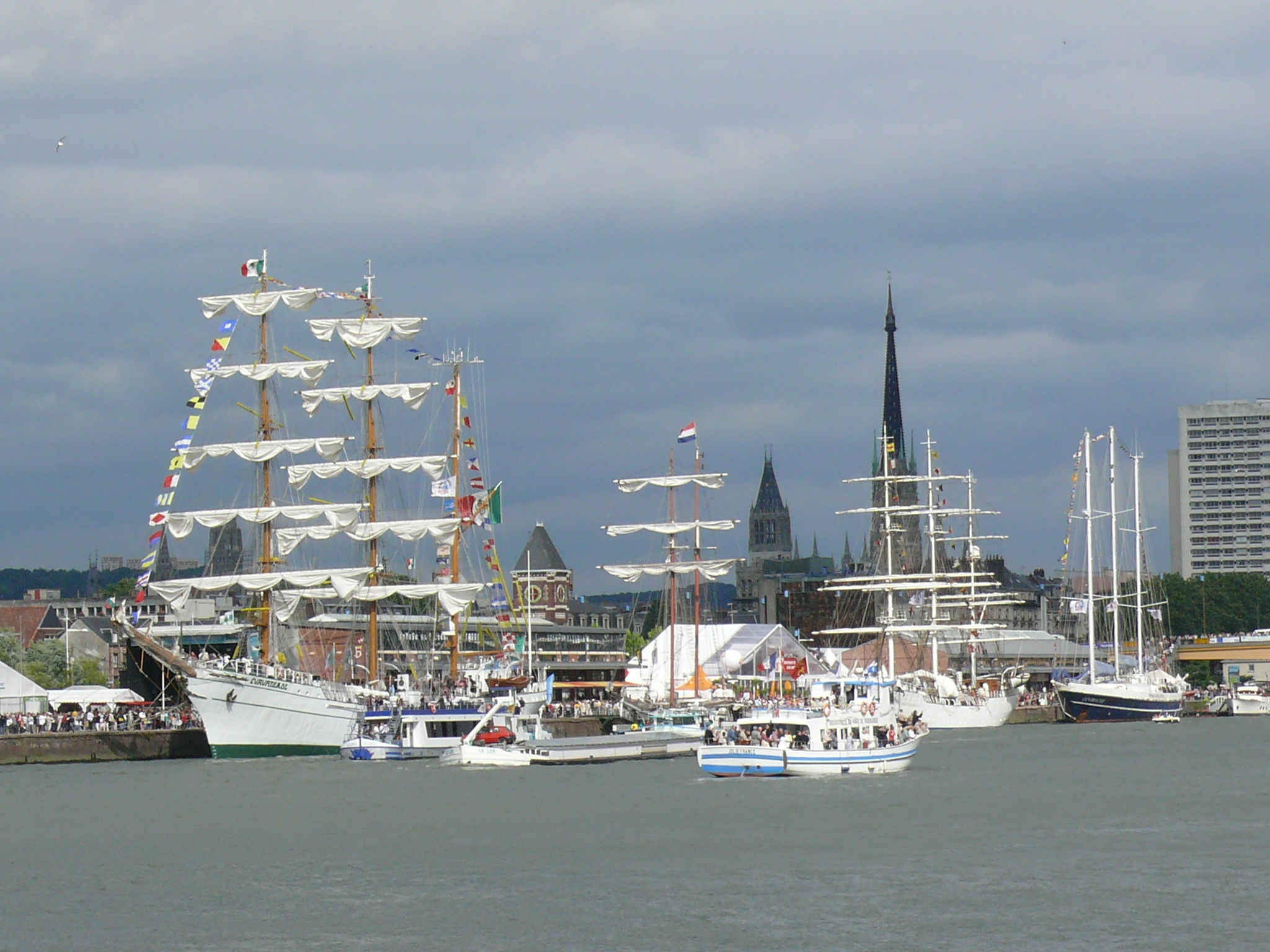
L'Armada de Rouen rassemble les plus grands voiliers du monde.

L'Armada est un large rassemblement de grands voiliers organisé à Rouen. Événement majeur du monde de la mer, il a lieu tous les quatre à cinq ans sur les quais de la Seine. Cette manifestation dure en général une dizaine de jours.
Durant ces dix jours, les quartiers de Rouen sont aux couleurs des différentes nationalités des bateaux invités. Près de 8 000 marins sont présents dans les rues de la ville. Au terme de ces dix jours, les navires descendent la Seine les uns à la suite des autres. Cette « parade de la Seine » s'achève au large d'Honfleur et du Havre et les navires retrouvent alors la mer.

## Galerie

Le port de Rouen dans la peinture
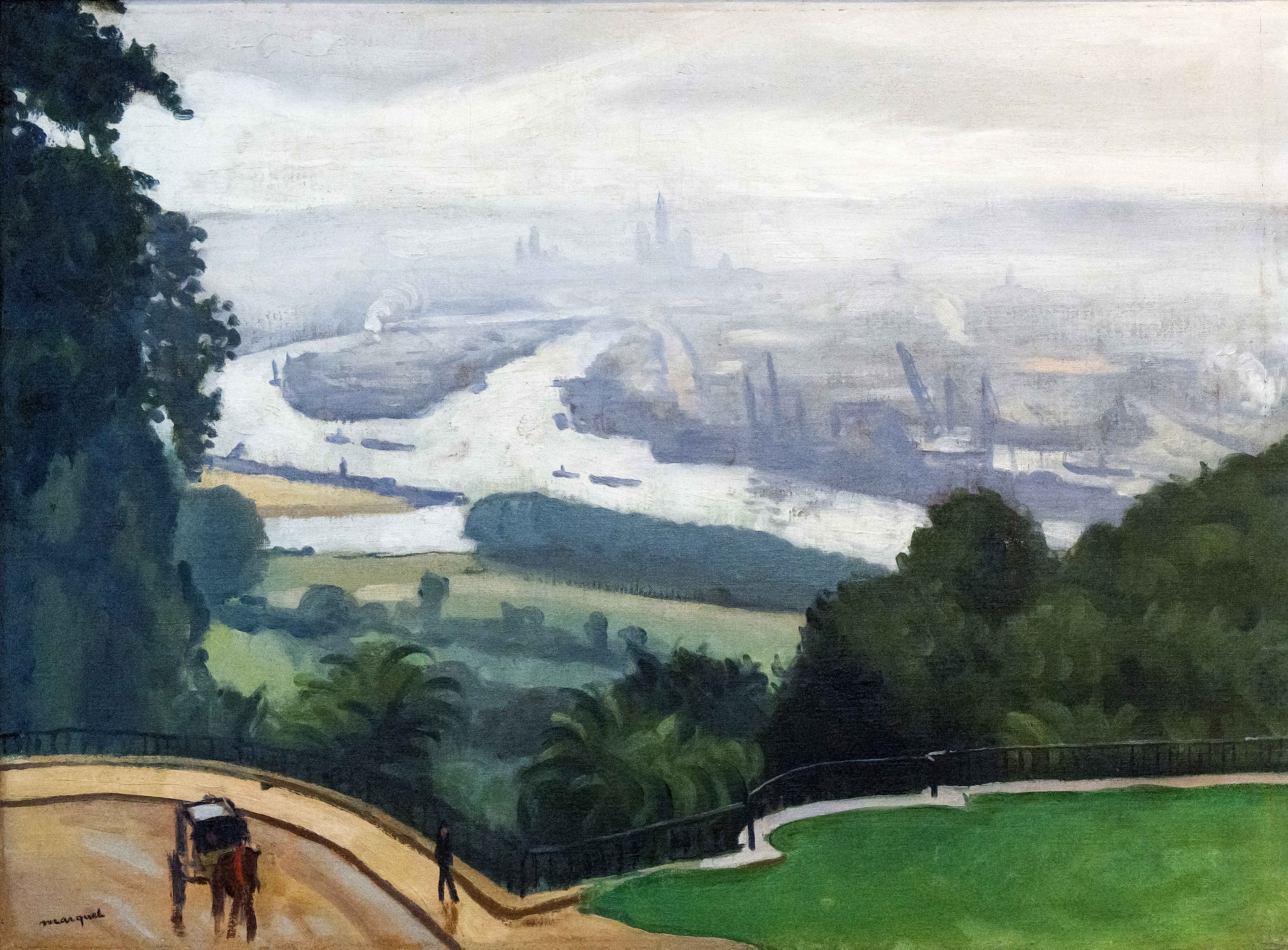
Par Albert Marquet en 1925.
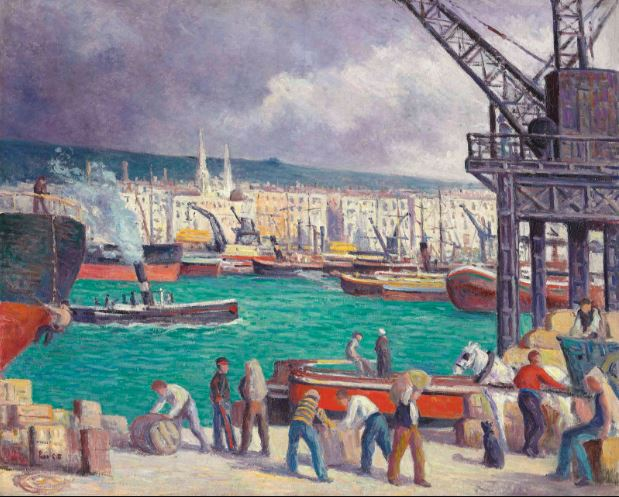
Par Maximilien Luce.
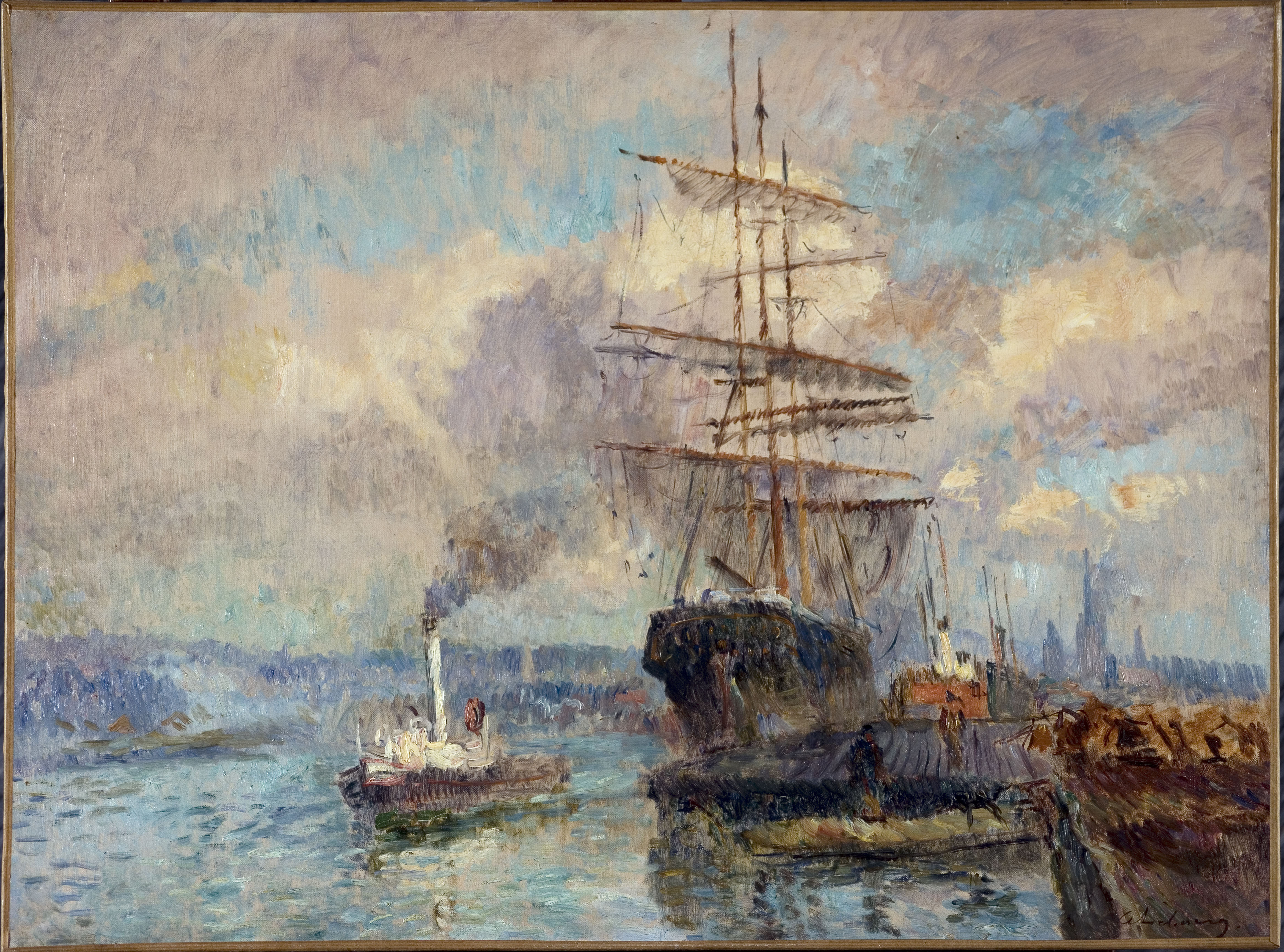
Par Albert Charles Lebourg.
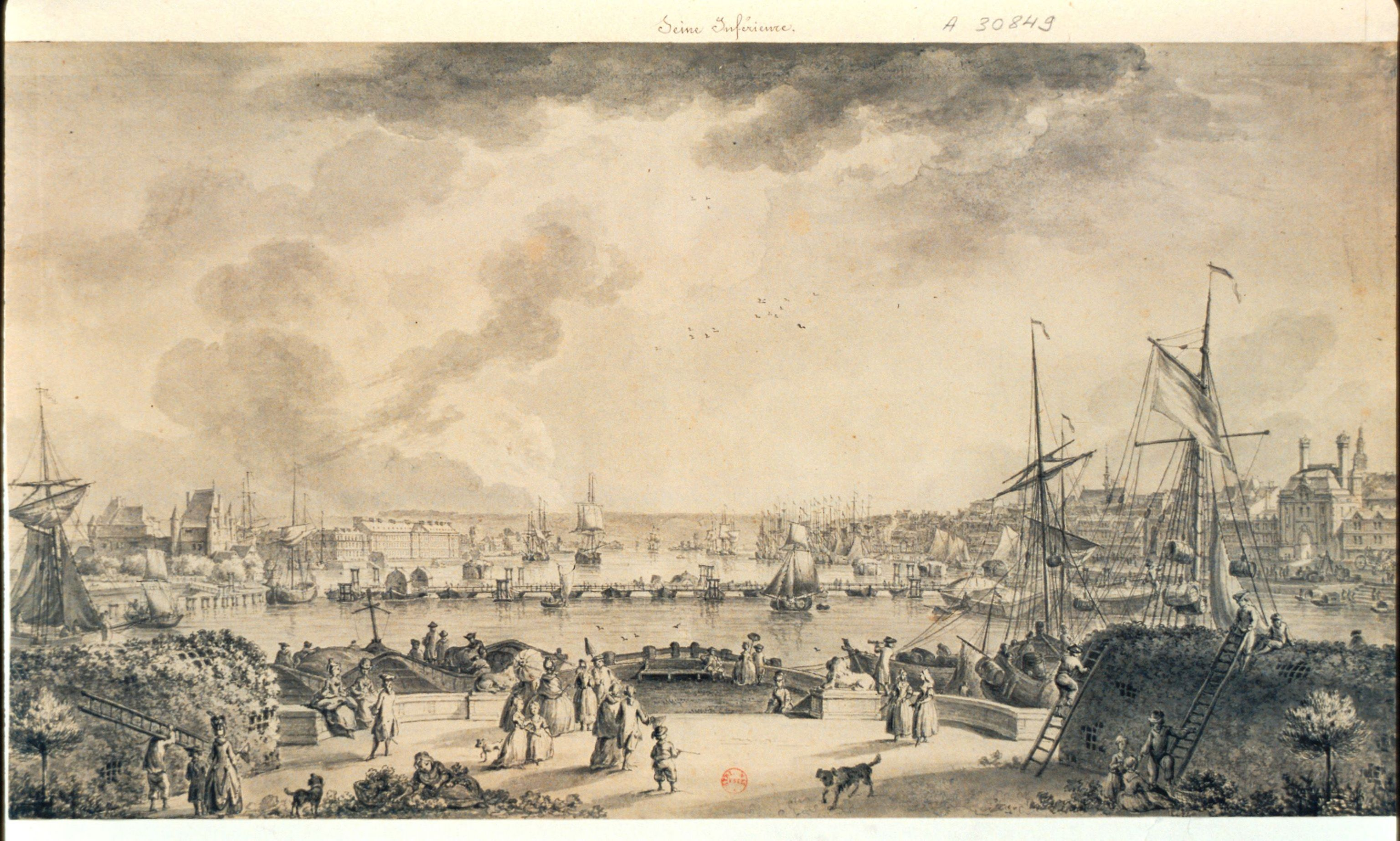
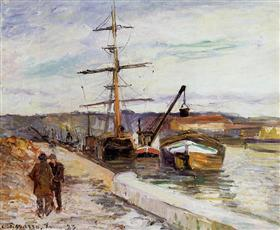
En 1883, par Camille Pissarro.
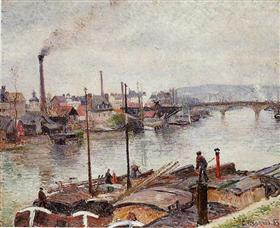
En 1883, par Camille Pissarro.
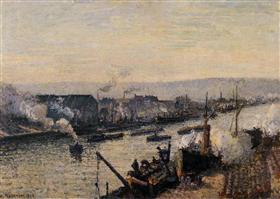
En 1896, par Camille Pissarro.
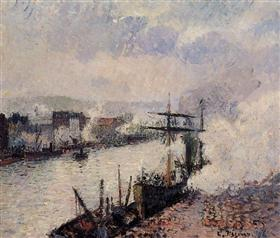
En 1896, par Camille Pissarro.
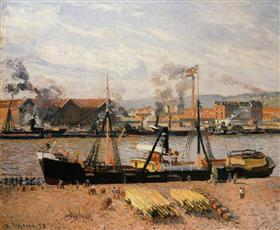
En 1898, par Camille Pissaro.
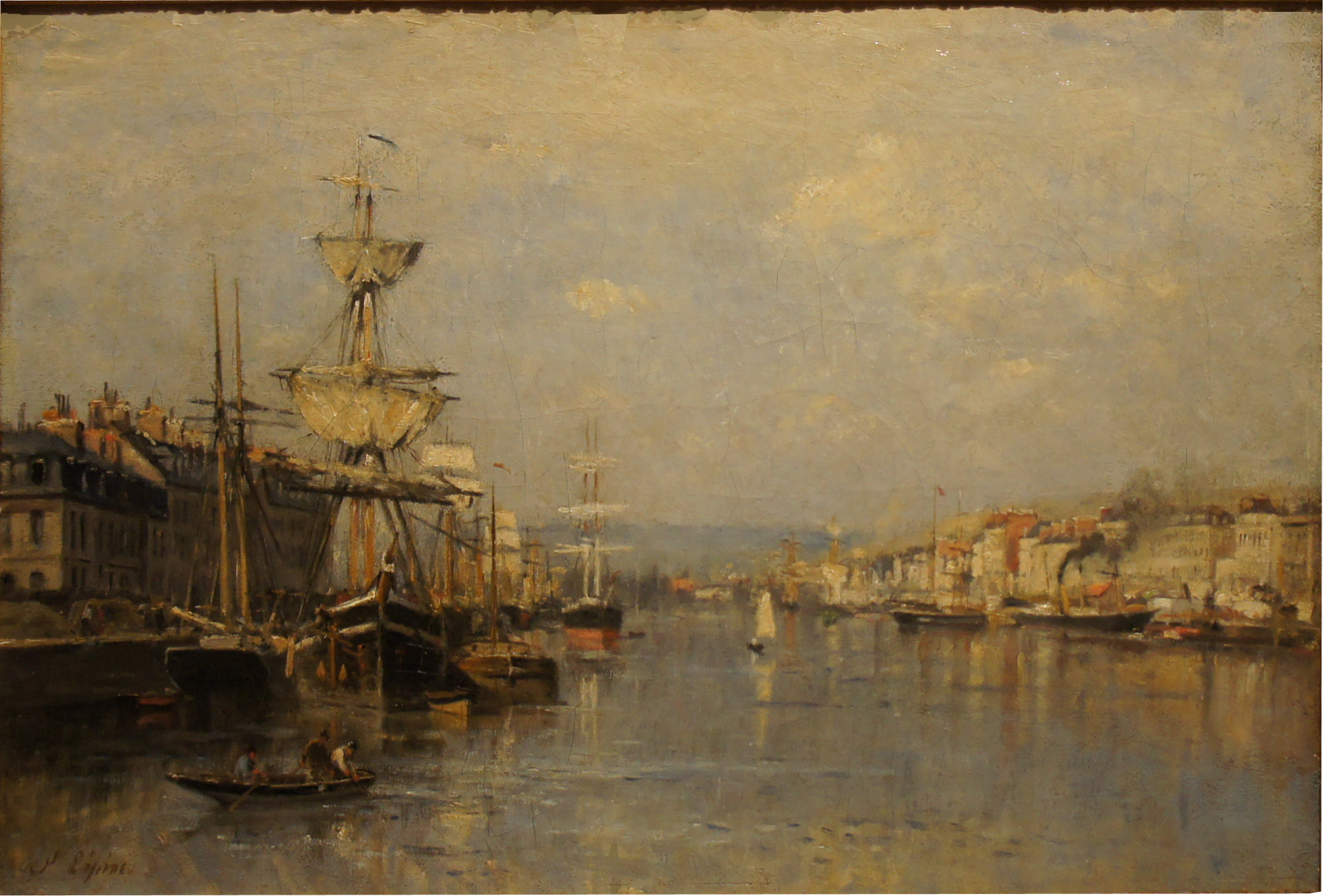
Par Stanislas Lépine.
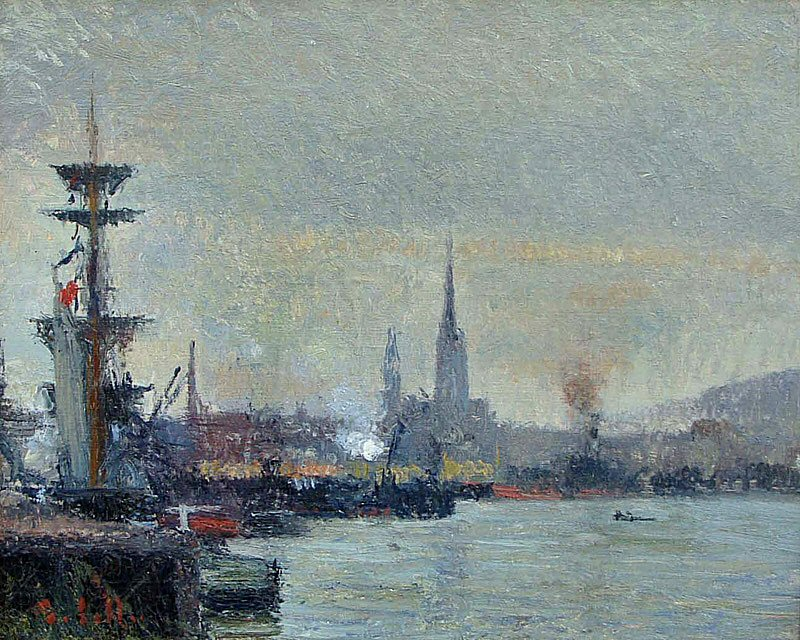
Par Joseph Delattre.
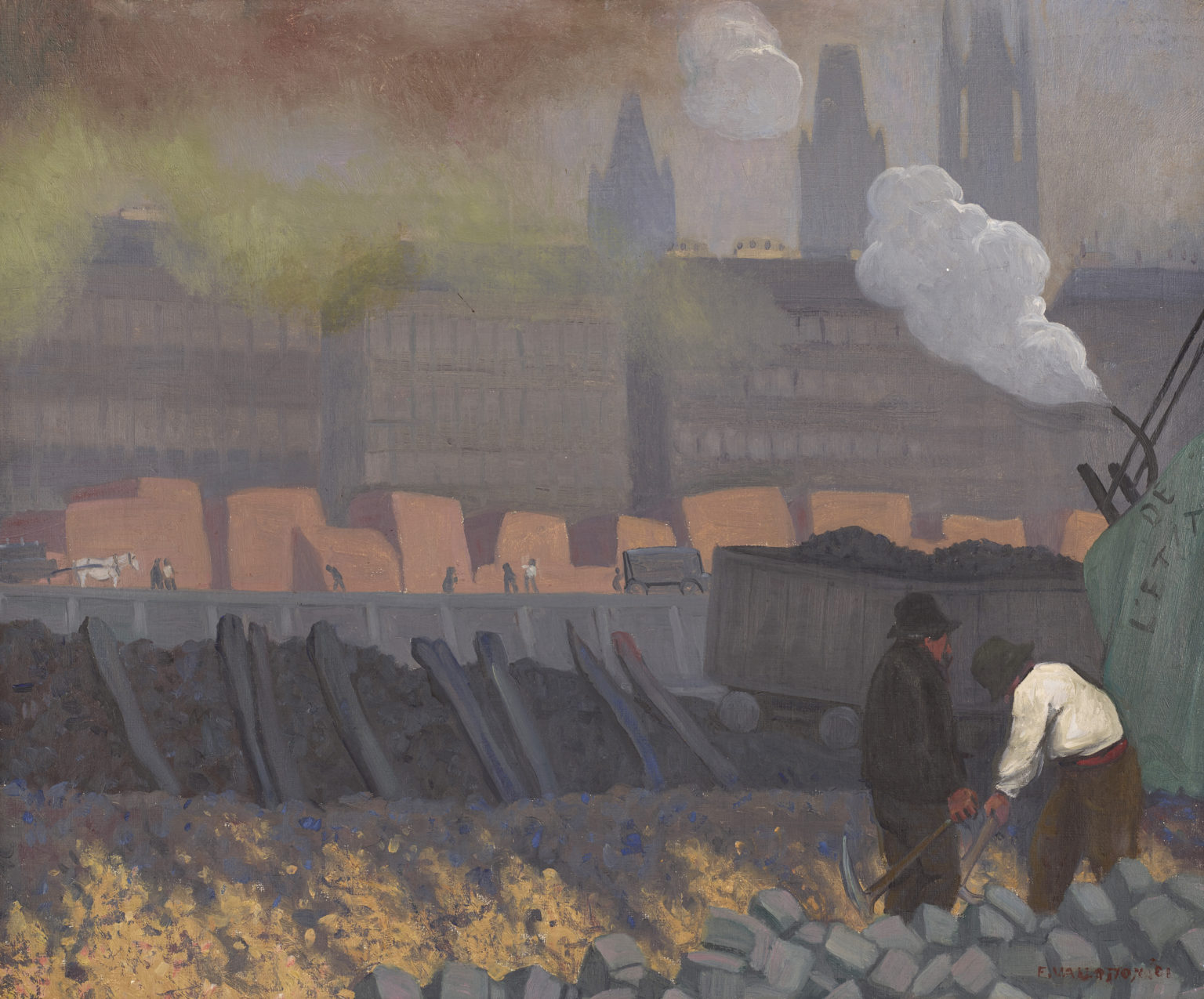
En 1901, par Félix Vallotton.
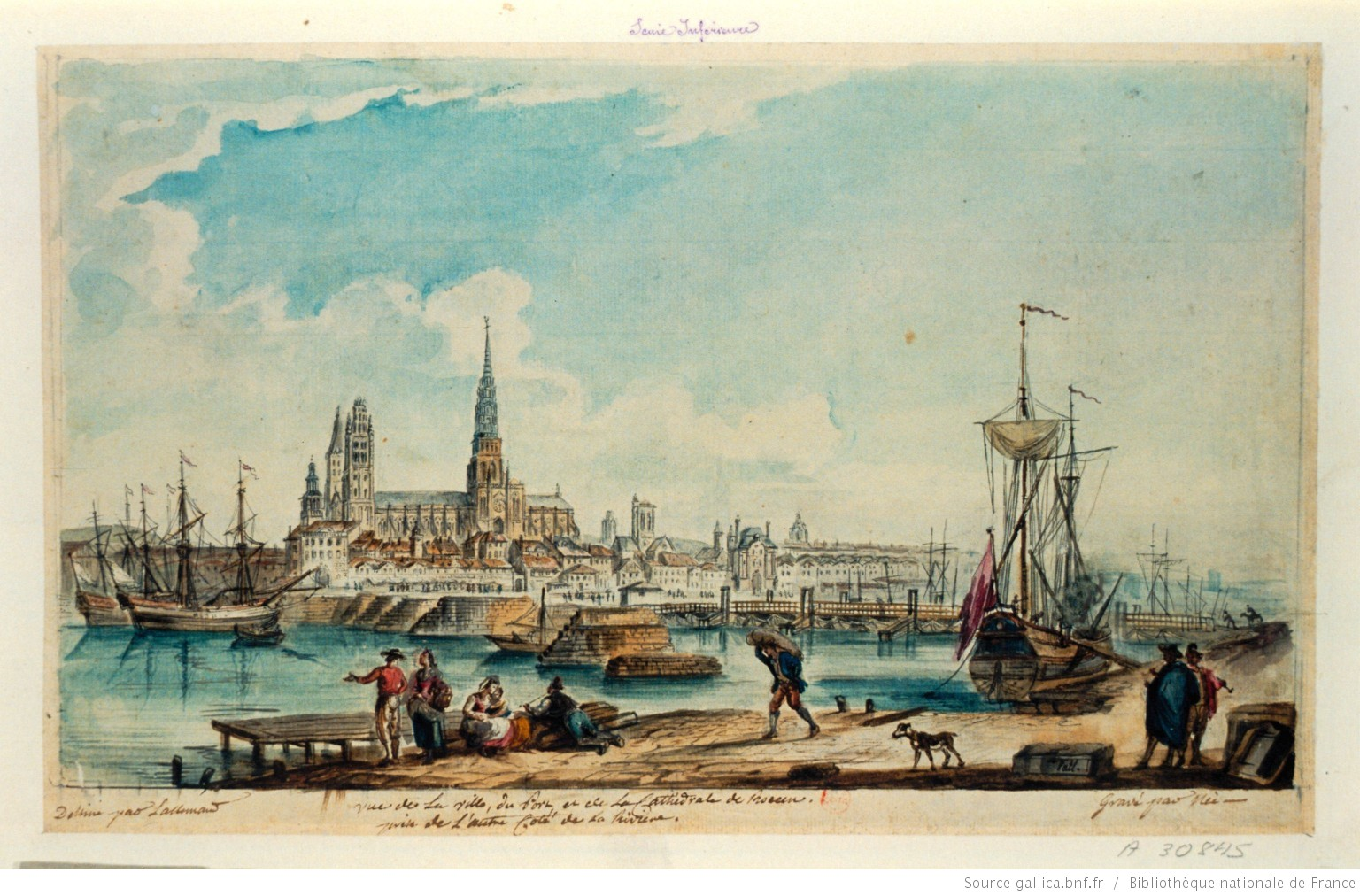
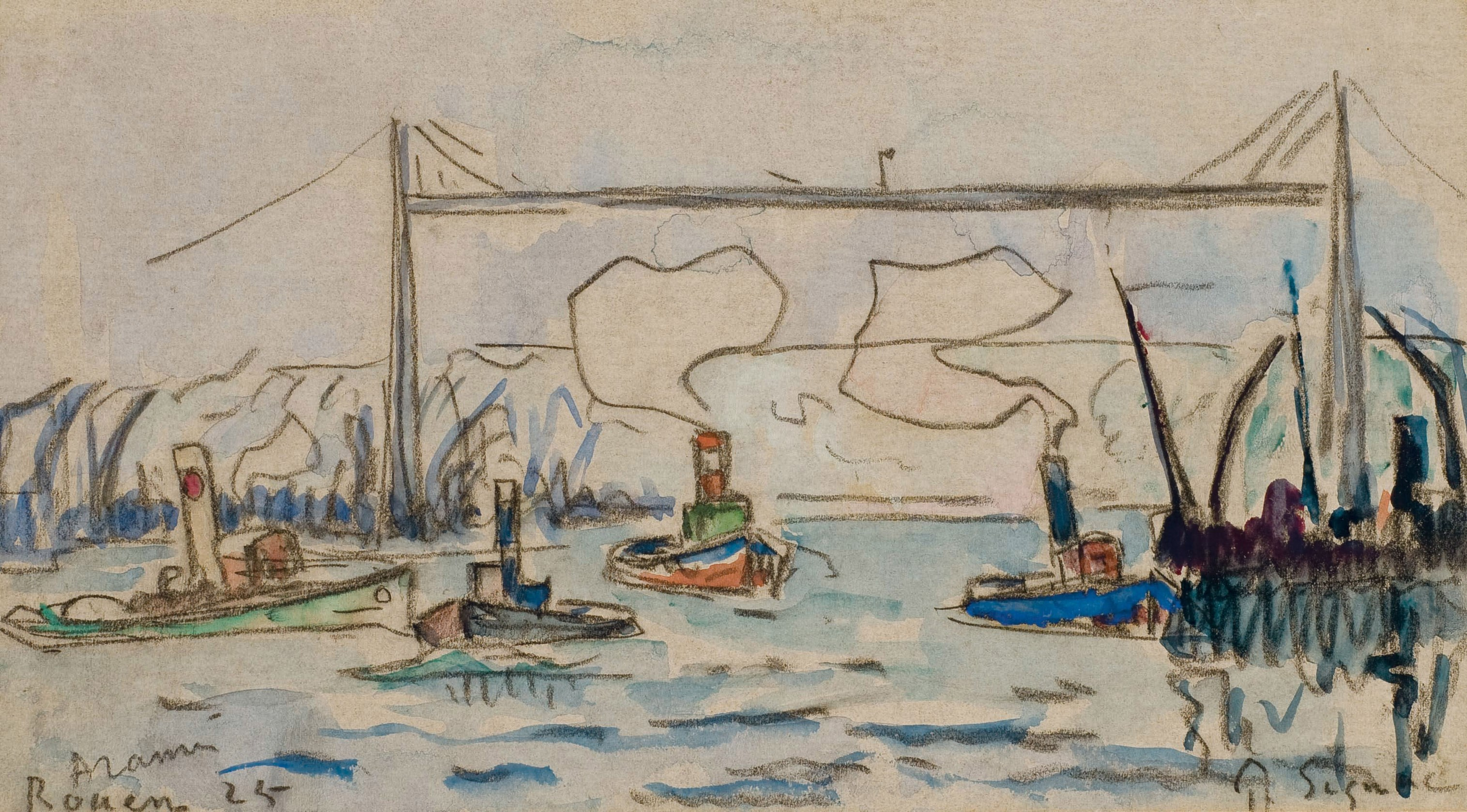
En 1925, par Paul Signac.
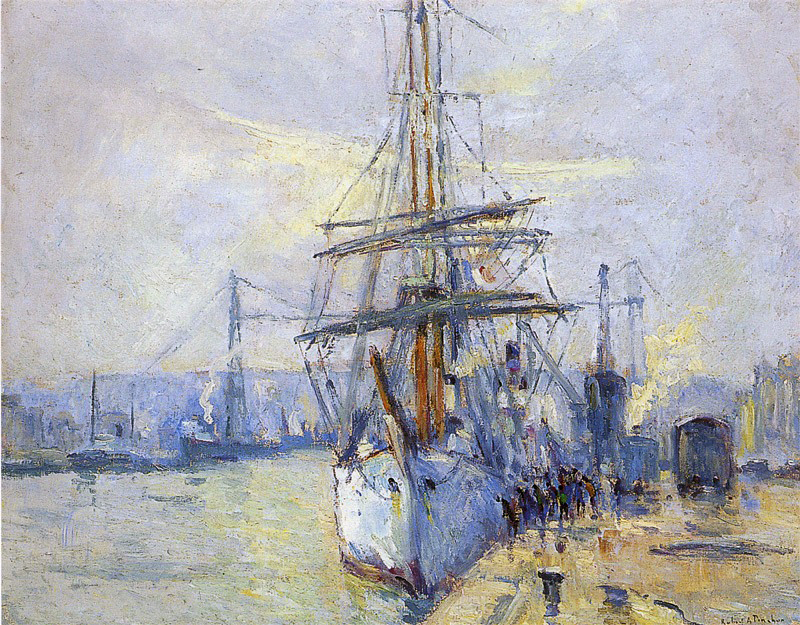
En 1935, par Robert Antoine Pinchon.
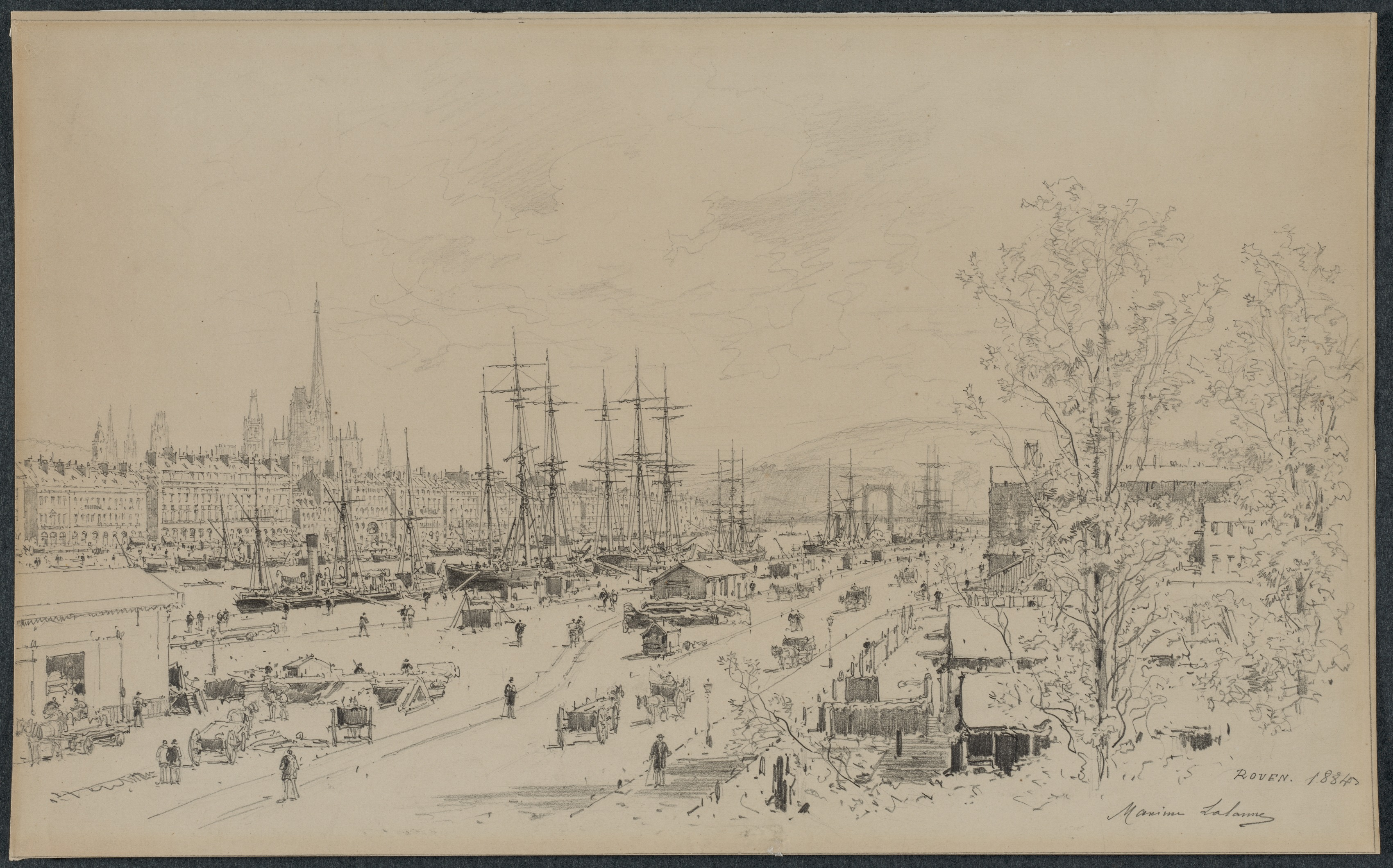
Par Maxime Lalanne.
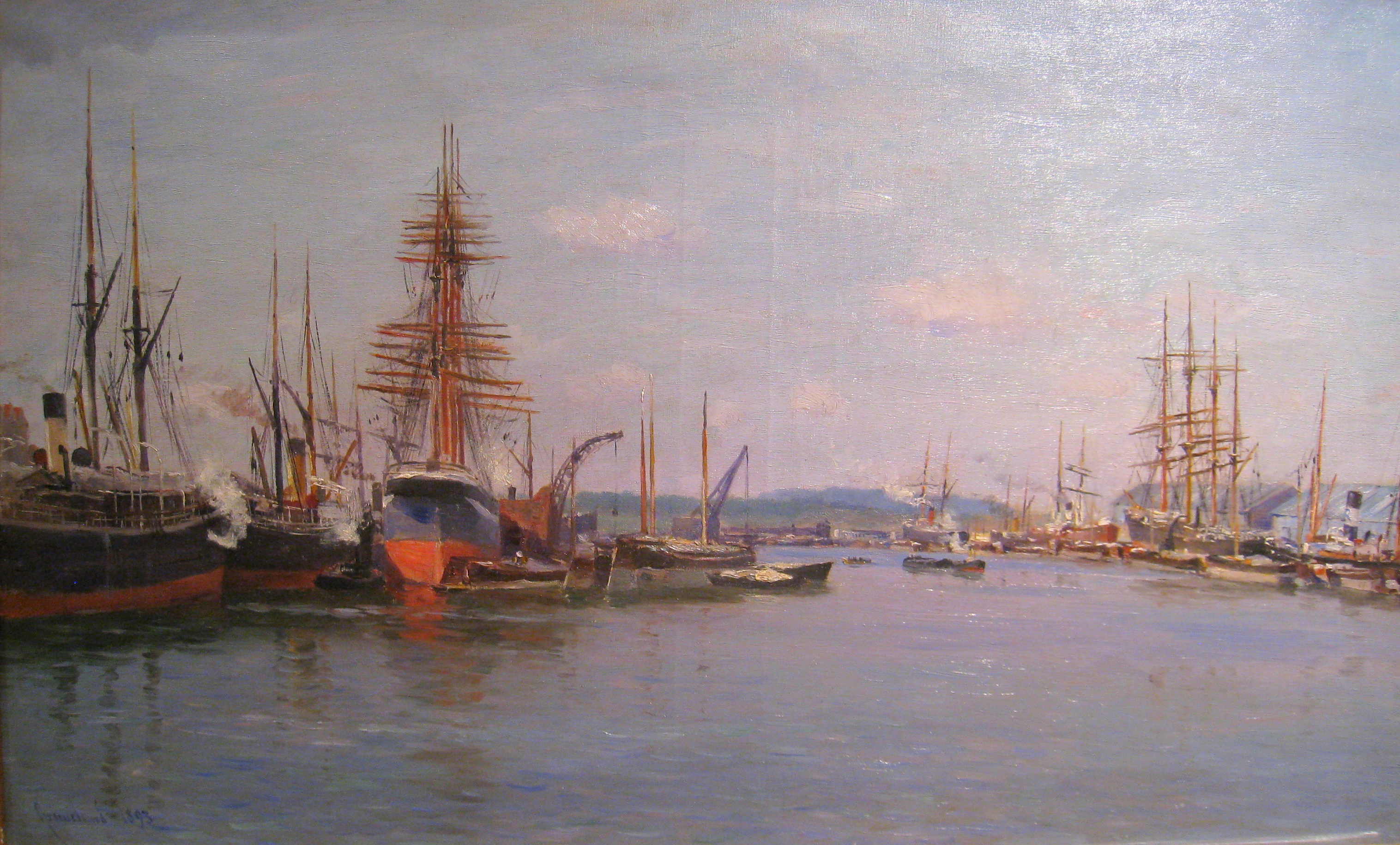
Par Johannes Grimelund.